# Danh sách di sản thế giới tại châu Mỹ
Dưới đây là danh sách các Di sản thế giới do UNESCO công nhận tại châu Mỹ.

## Antigua và Barbuda(1)

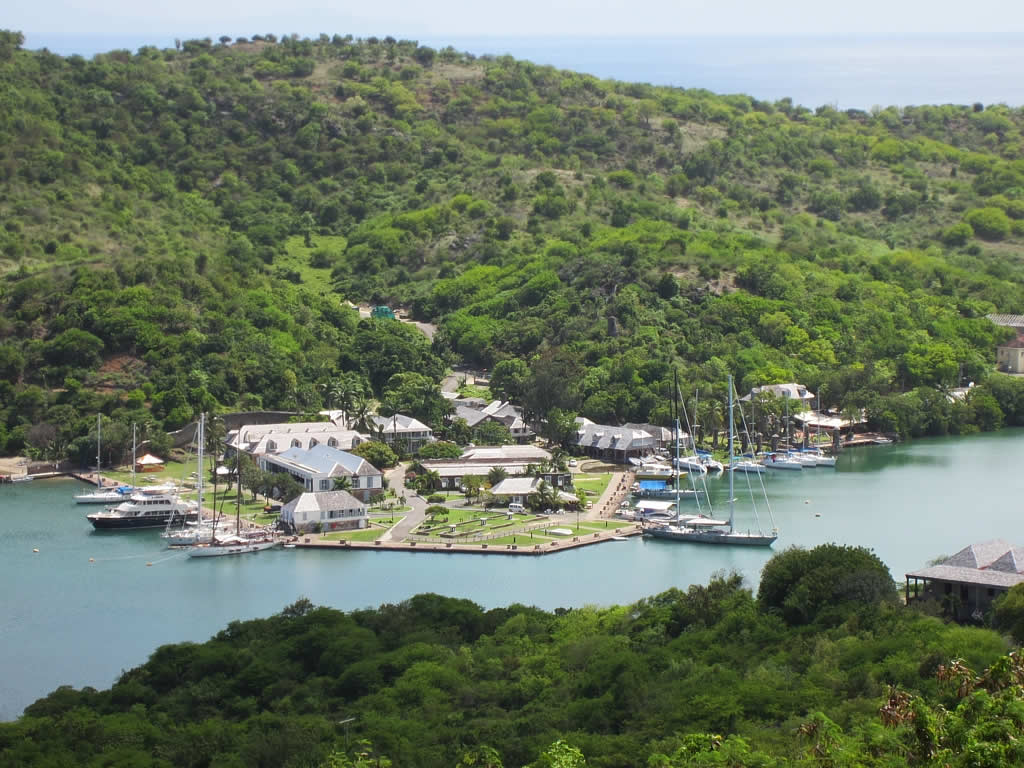
Xưởng tàu Hải quân Antigua.

- Xưởng tàu Hải quân Antigua và Khu vực khảo cổ liên quan (2016)

## Argentina(12)

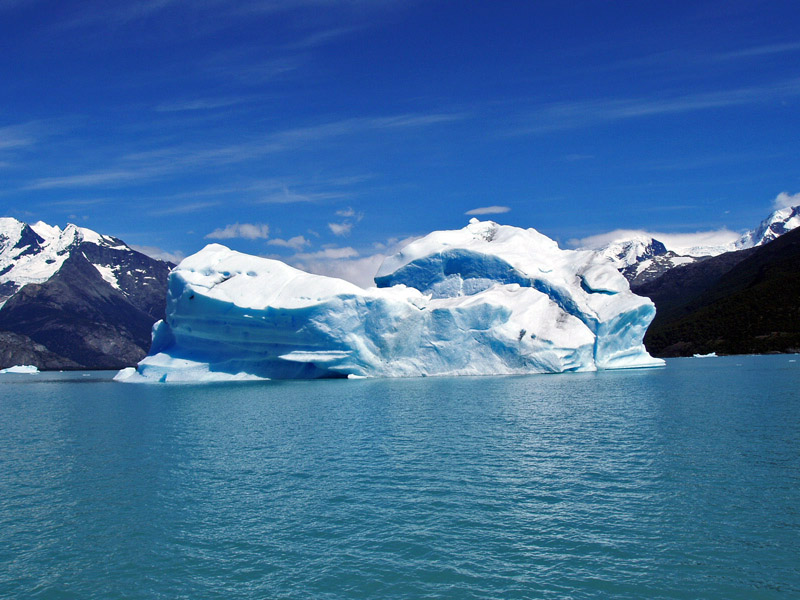
Sông băng Perito Moreno trong Vườn quốc gia Los Glaciares.

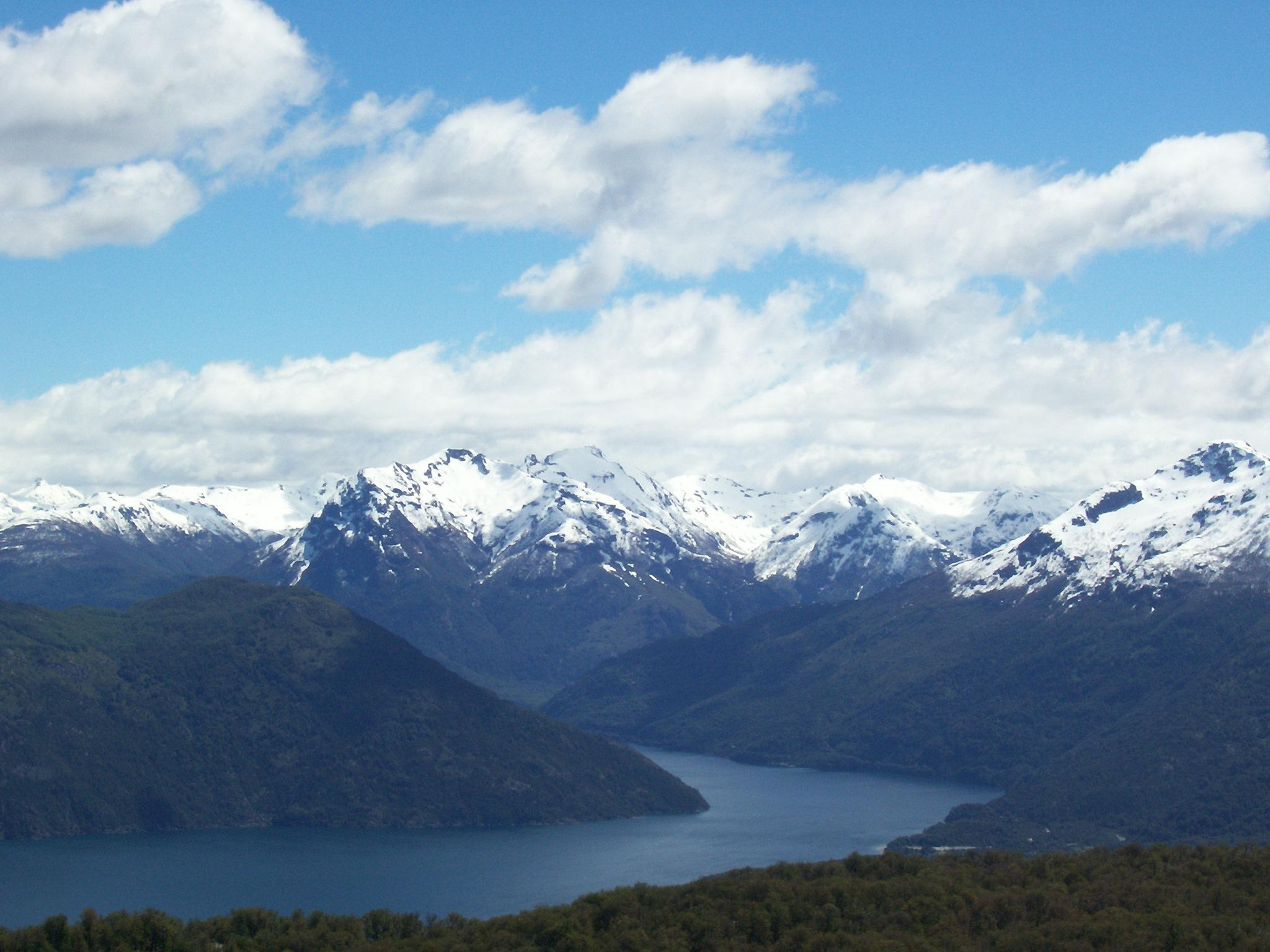
Hồ Futalaufquen, là một trong số các hồ tự nhiên tại Vườn quốc gia Los Alerces.

- Vườn quốc gia Los Glaciares (1981)
- Khu truyền giáo của dòng Tên của người Guarani: San Ignacio Miní, Santa Ana, Nuestra Señora de Loreto và Santa María la Mayor; tàn tích São Miguel das Missões (cùng với Brazil) (1983)
- Vườn quốc gia Iguazú (1984)
- Cueva de las Manos (Hang Manos), Río Pinturas (1999)
- Bán đảo Valdés (1999)
- Công viên tỉnh Ischigualasto và Vườn quốc gia Talampaya (2000)
- Ô đất và Nơi cư trú dòng Tên tại Córdoba (2000)
- Quebrada de Humahuaca (2003)
- Mạng lưới đường bộ Inca (cùng với Bolivia, Chile, Colombia, Ecuador và Peru) (2014)
- Tác phẩm kiến trúc của Le Corbusier, một đóng góp nổi bật cho Phong trào kiến trúc hiện đại (chung với Bỉ, Pháp, Đức, Thụy Sĩ, Ấn Độ và Nhật Bản) (2016)
- Vườn quốc gia Los Alerces (2017)
- Bảo tàng ESMA và Địa điểm tưởng niệm cũ Trung tâm Giam cầm, Tra tấn và Hủy diệt Bí mật (2023)

## Barbados(1)

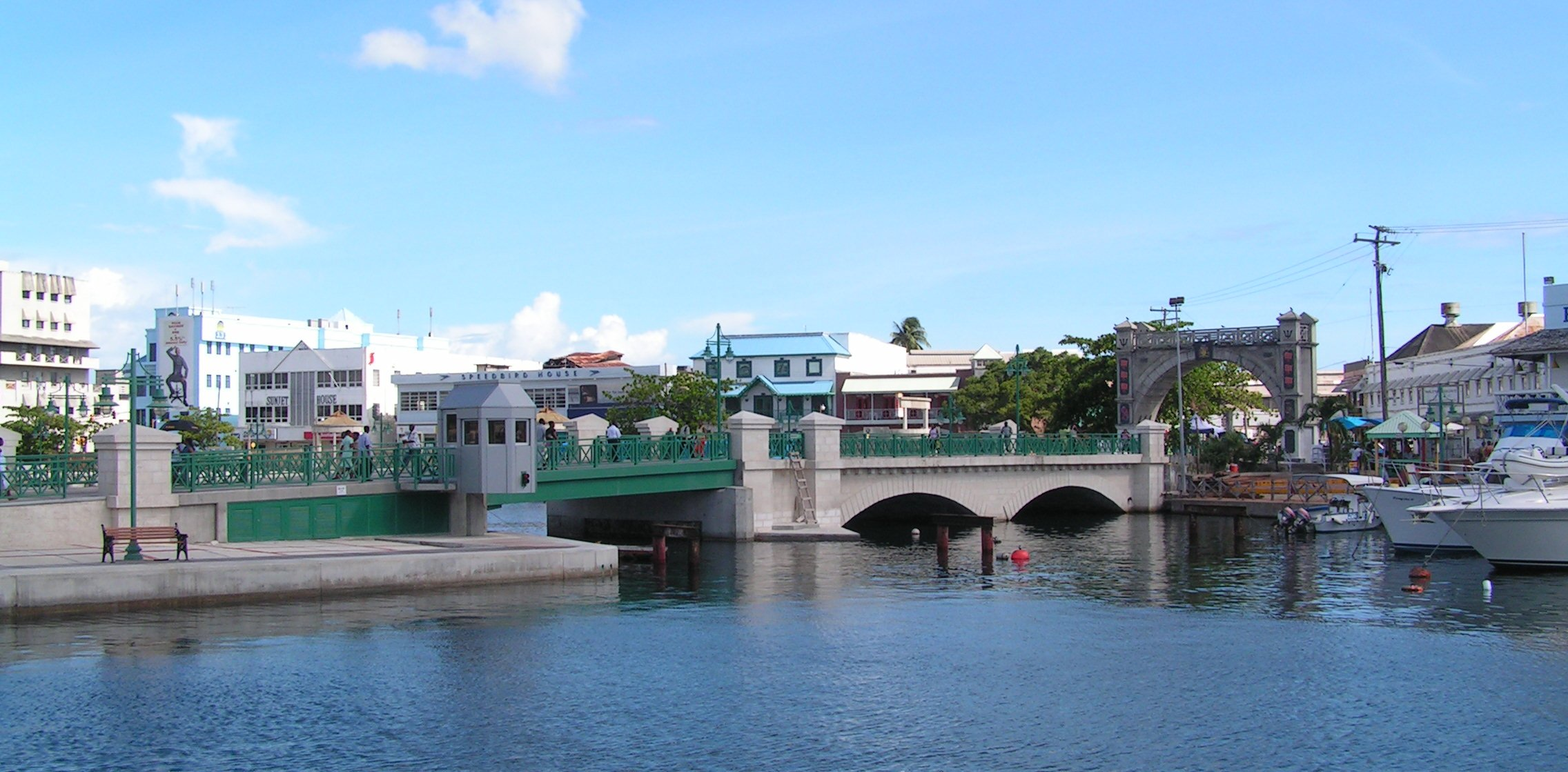
Trung tâm lịch sử của Bridgetown.

- Trung tâm lịch sử của Bridgetown và Garrison (2011)

## Belize(1)

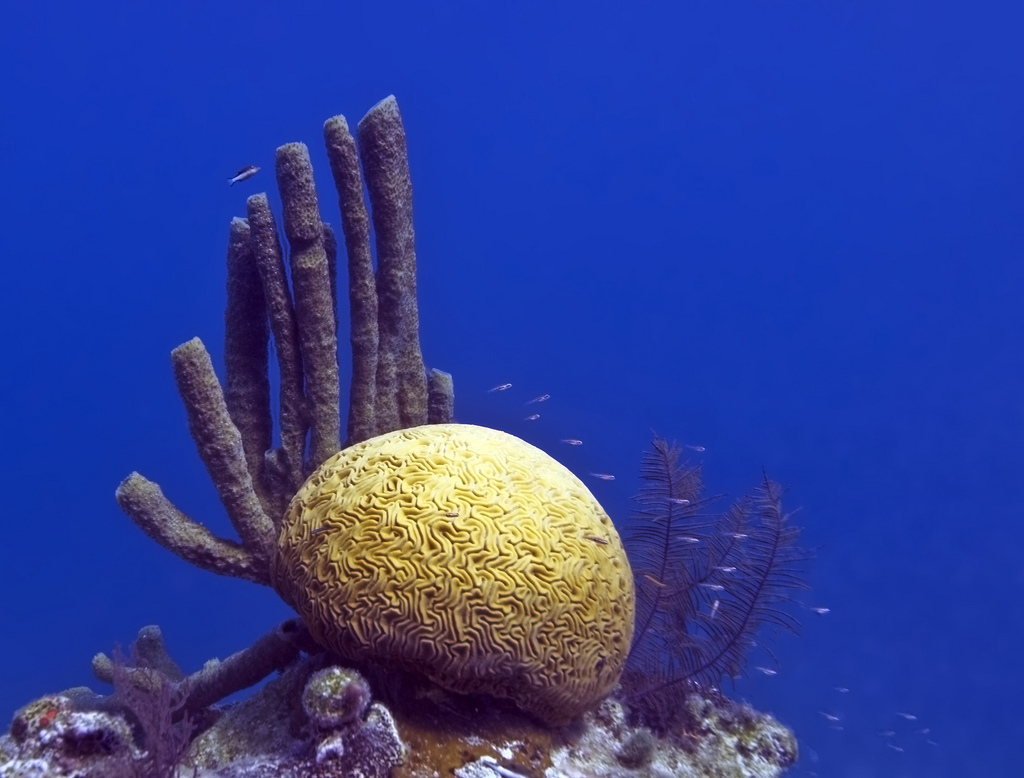
Hệ thống bảo tồn Rạn san hô Belize Barrier

- Hệ thống bảo tồn Rạn san hô Belize Barrier (1996)

## Bolivia(7)
- Thành phố Potosí (1987)

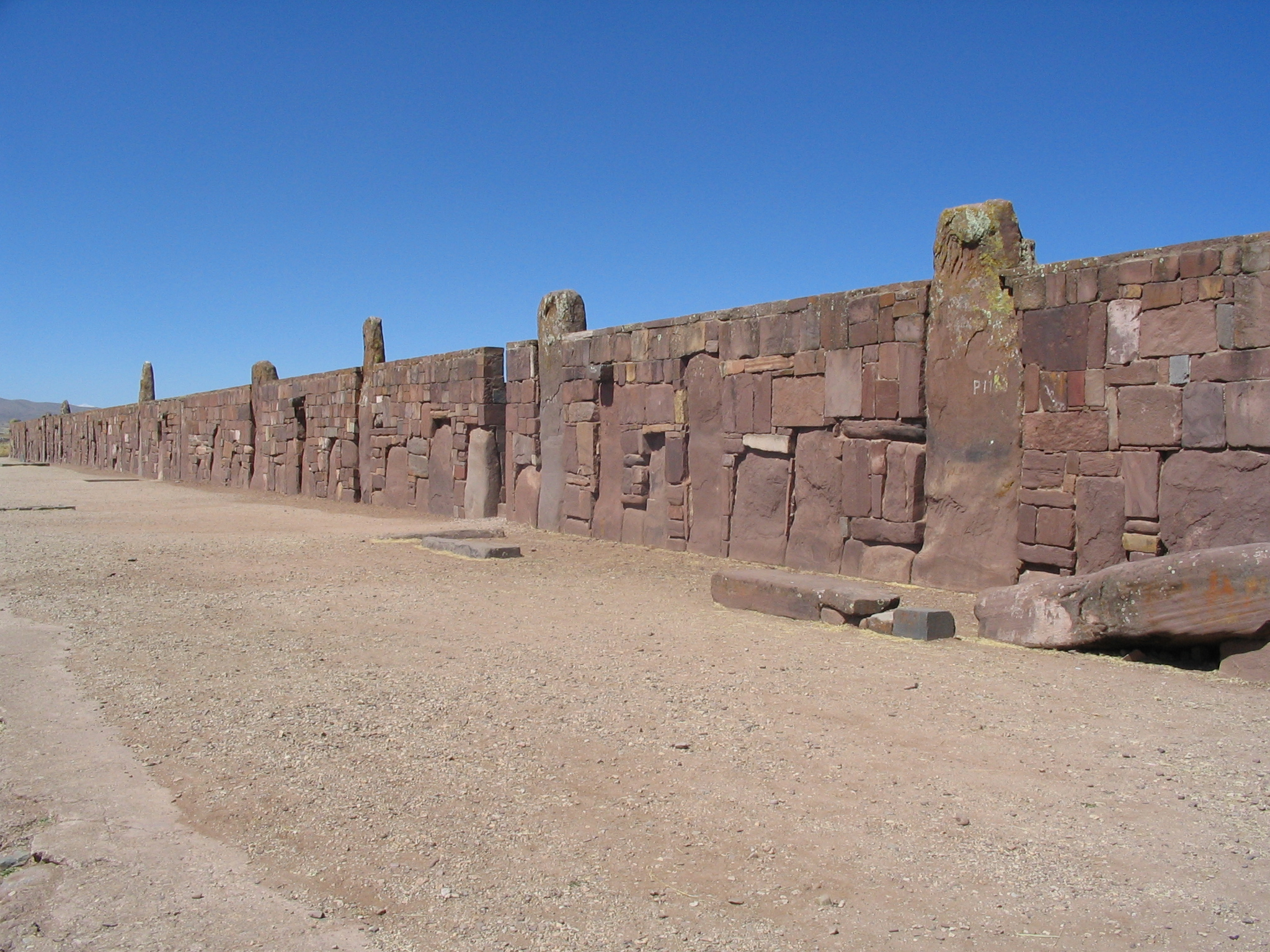
Tiwanaku

- Khu truyền giáo của dòng Tên ở Chiquitos (1990)
- Thành phố lịch sử Sucre (1991)
- Di chỉ khảo cổ Fuerte de Samaipata (1998)
- Vườn quốc gia Noel Kempff Mercado (2000)
- Tiwanaku, Trung tâm chính trị vá tinh thần của Văn hóa Tinawaku (2000)
- Mạng lưới đường bộ Inca (cùng với Argentina, Chile, Colombia, Ecuador và Peru) (2014)

## Brasil(24)

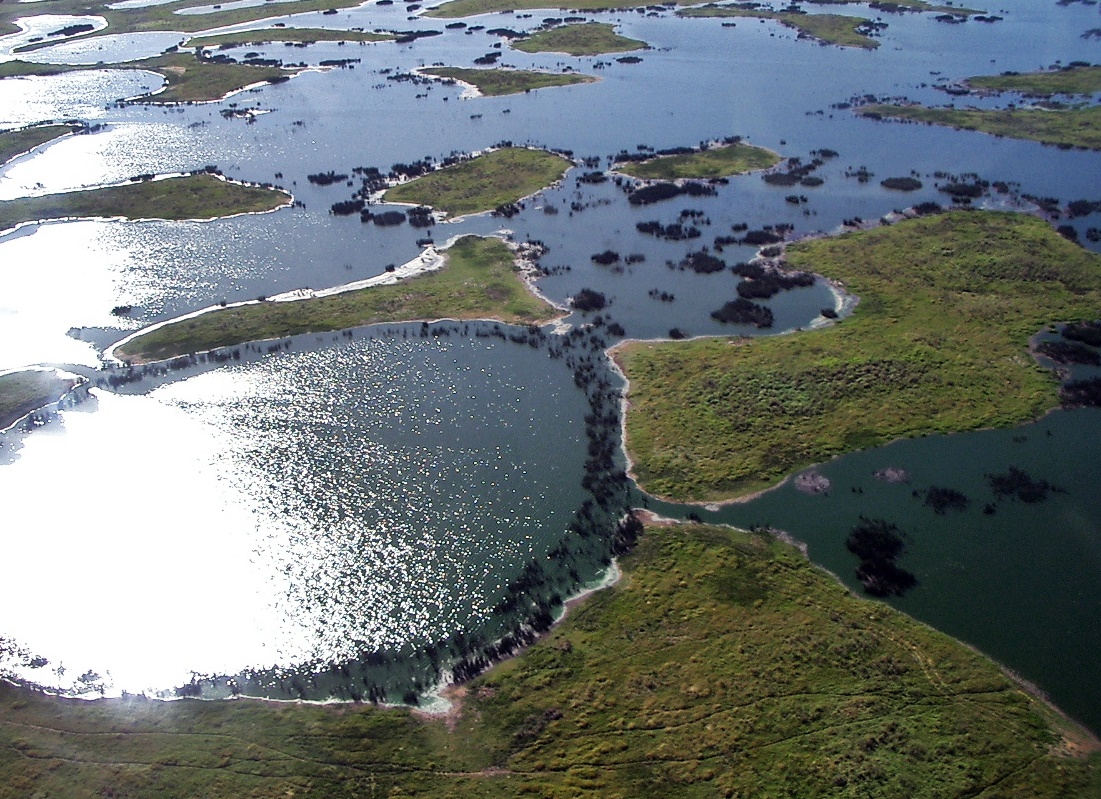
Khu bảo tồn Pantanal, một trong những vùng ngập nước lớn nhất thế giới.

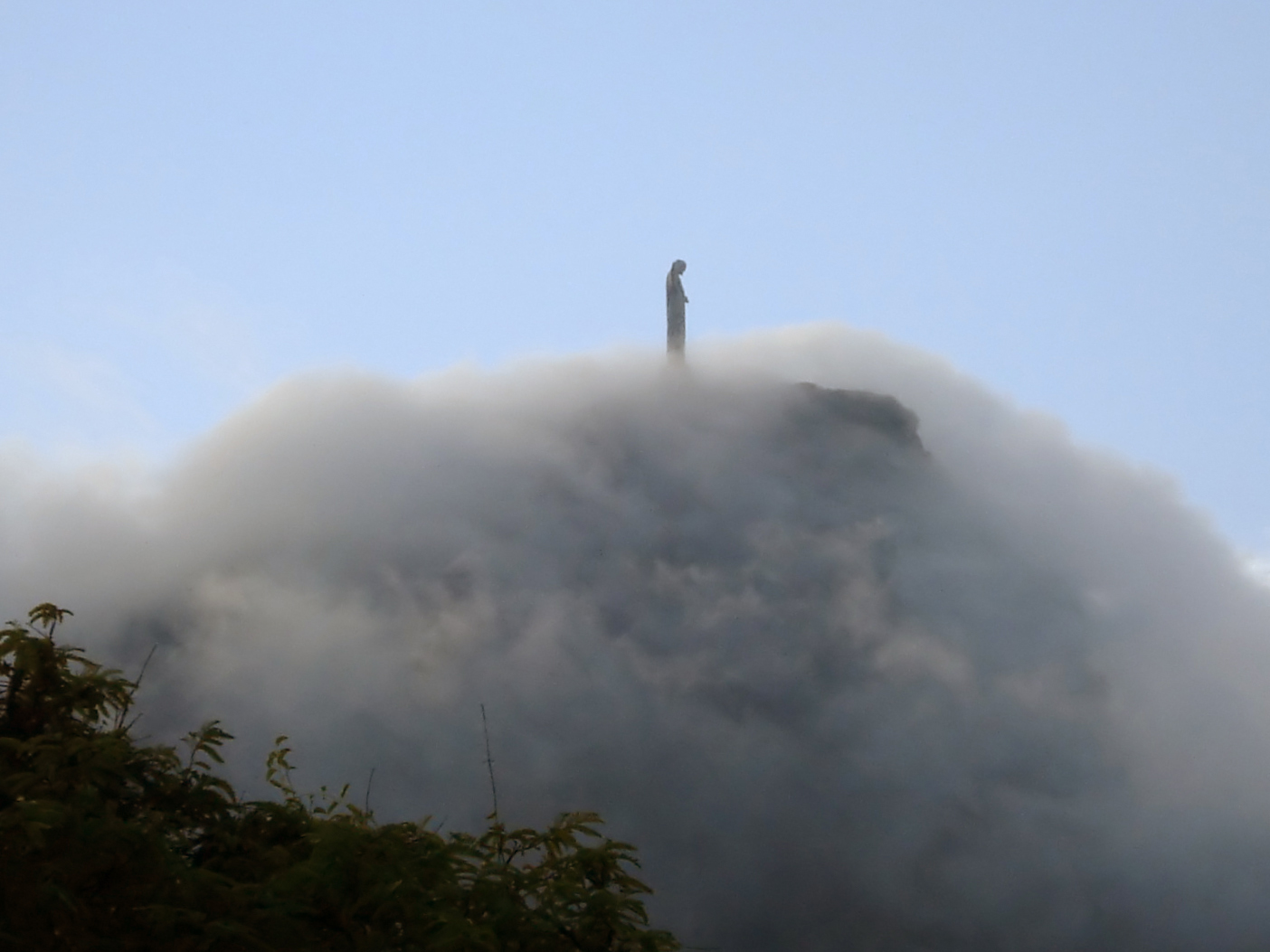
Thành phố Rio de Janeiro, thành phố giữa núi và biển

- Trung tâm lịch sử của Olinda (1982)
- Khu truyền giáo của dòng Tên ở Guarani: Các phế tích ở São Miguel das Missões (chung với Argentina) (1983)
- Trung tâm lịch sử của Salvador de Bahia (1985)
- Thánh địa Congonhas do Campo (1985)
- Vườn quốc gia Iguaçu (1986)
- Thành phố Brasília (1987)
- Trung tâm lịch sử của Ouro Preto (1990)
- Vườn quốc gia Serra da Capivara (1991)
- Trung tâm lịch sử của São Luís (1997)
- Các rừng nhiệt đới bờ biển Đại Tây Dương ở Bahia và Espirito Santo (1999)
- Trung tâm lịch sử của Diamantina (1999)
- Các khu dự trữ sinh quyển Đại Tây Dương ở Paraná và São Paulo (1999)
- Khu bảo tồn vùng rừng mưa nhiệt đới Amazon ở Brasil (2000)
- Khu bảo tồn Pantanal (2000)
- Các đảo trên Đại Tây Dương: khu bảo tồn Fernando de Noronha và đảo san hô Rocas (2001)
- Khu bảo vệ Cerrado: Vườn quốc gia Chapada dos Veadeiros và Emas (2001)
- Trung tâm lịch sử của Goiás (2001)
- Quảng trường São Francisco của thị trấn cổ São Cristóvão (2010)
- Thành phố Rio de Janeiro, thành phố giữa núi và biển (2012)
- Quần thể hiện đại Pampulha (2016)
- Địa điểm khảo cổ Bến tàu Valongo (2017)
- Paraty và Ilha Grande-Văn hóa và Đa dạng sinh học (2019)
- Nơi ở của Roberto Burle Marx (2021)
- Hẻm núi sông Peruaçu (2025)

## Canada(22)
- Di chỉ khảo cổ L'Anse aux Meadows (1978)
- Vườn quốc gia Nahanni (1978)

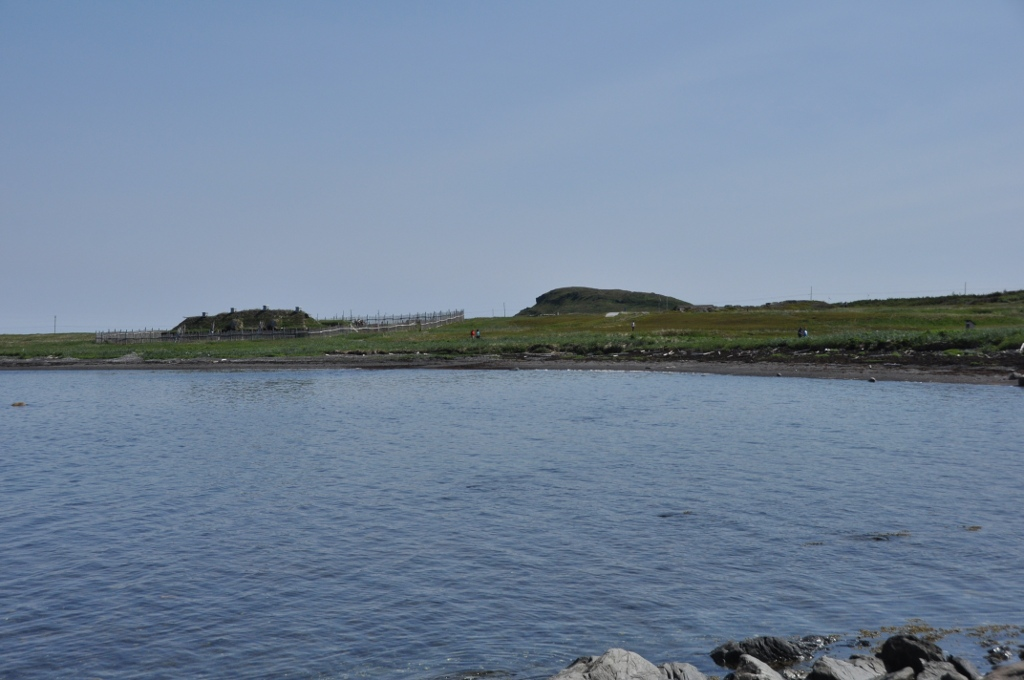
Di chỉ khảo cổ L'Anse aux Meadows.

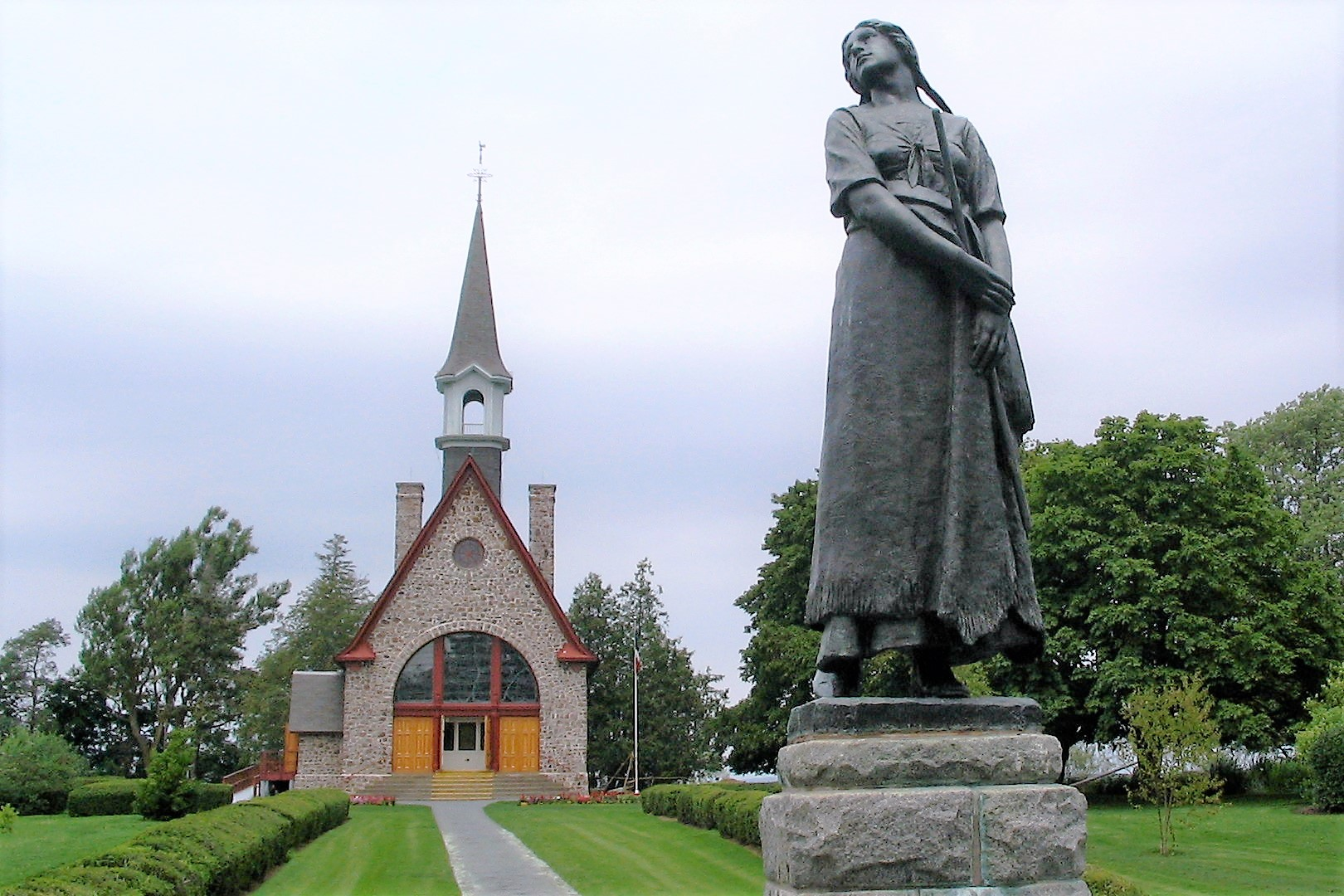
Phong cảnh Grand Pré.

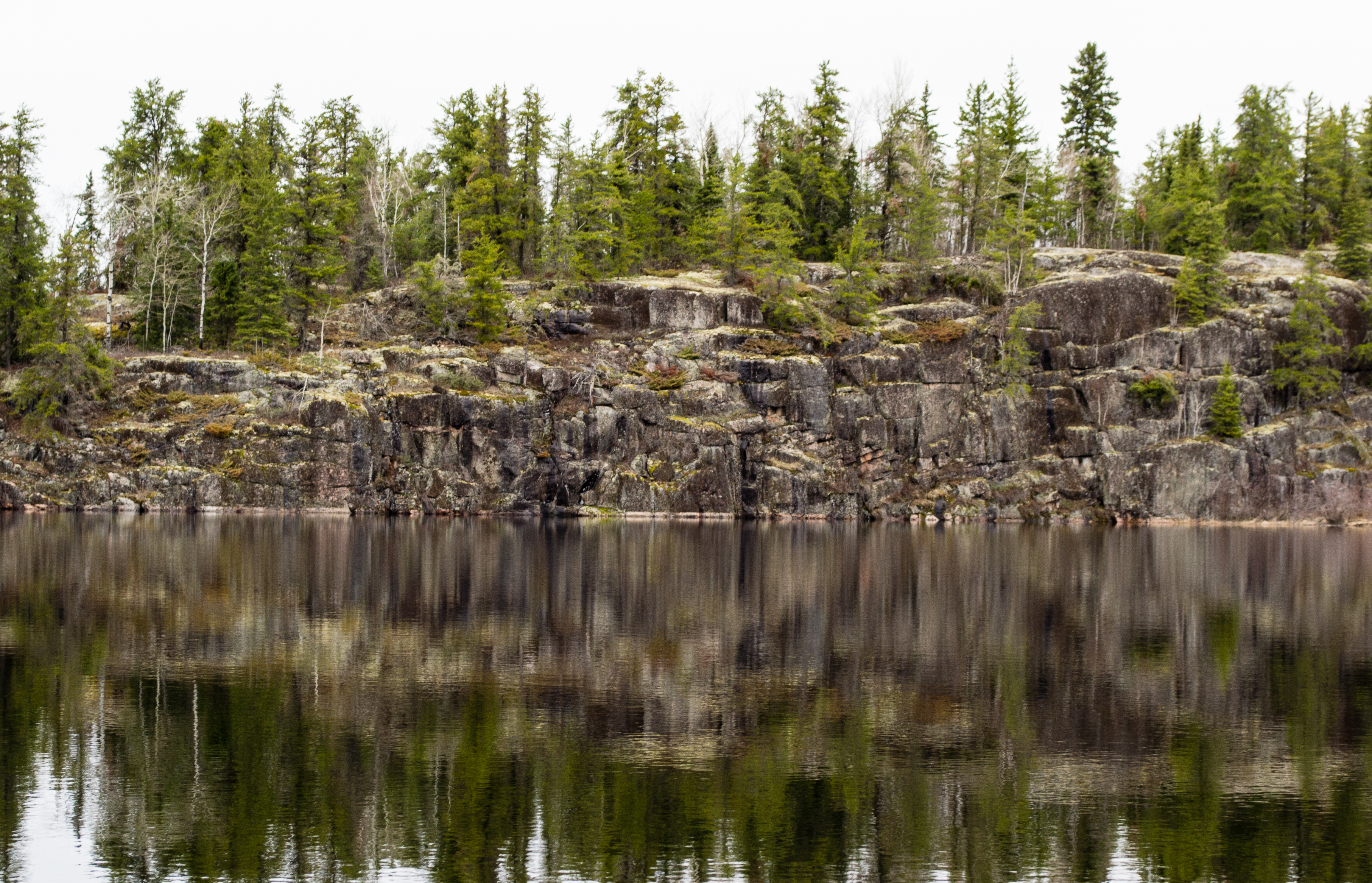
Bức tường đá thuộc Công viên tỉnh Woodland Caribou, một phần của Pimachiowin Aki, Di sản hỗn hợp đầu tiên của Canada.

- Các khu bảo tồn và Vườn quốc gia: Kluane, Wrangell-St. Elias, Glacier Bay, Tatshenshini-Alsek (chung với Hoa Kỳ) (1979)
- SGang Gwaay (đảo Anthony) (1981)
- Vực bẫy trâu Head-Smashed-In (1981)
- Vườn quốc gia Wood Buffalo (1983)
- Vườn quốc gia Núi Rocky của Canada (1984)
- Thành phố Québec (1985)
- Vườn quốc gia Gros Morne (1987)
- Công viên Khủng long tỉnh Alberta (1995)
- Thị trấn cổ Lunnenburg, Nova Scotia (1995)
- Công viên hòa bình quốc tế Waterton-Glacier (chung với Hoa Kỳ) (1995)
- Vườn quốc gia Miguasha (1999)
- Rideau Canal (2007)
- Các hóa thạch ở Joggins, Nova Scotia (2008)
- Phong cảnh Grand Pré (2012)
- Địa điểm lịch sử quốc gia Red Bay của Canada (2013)
- Mistaken Point (2016)
- Pimachiowin Aki (2018)
- Writing-on-Stone / Áísínai'pi (2019)
- Tr’ondëk-Klondike (2023)
- Anticosti (2023)

## Chile(7)
- Vườn quốc gia Rapa Nui (1979)
- Các nhà thờ ở Chiloé (2000)

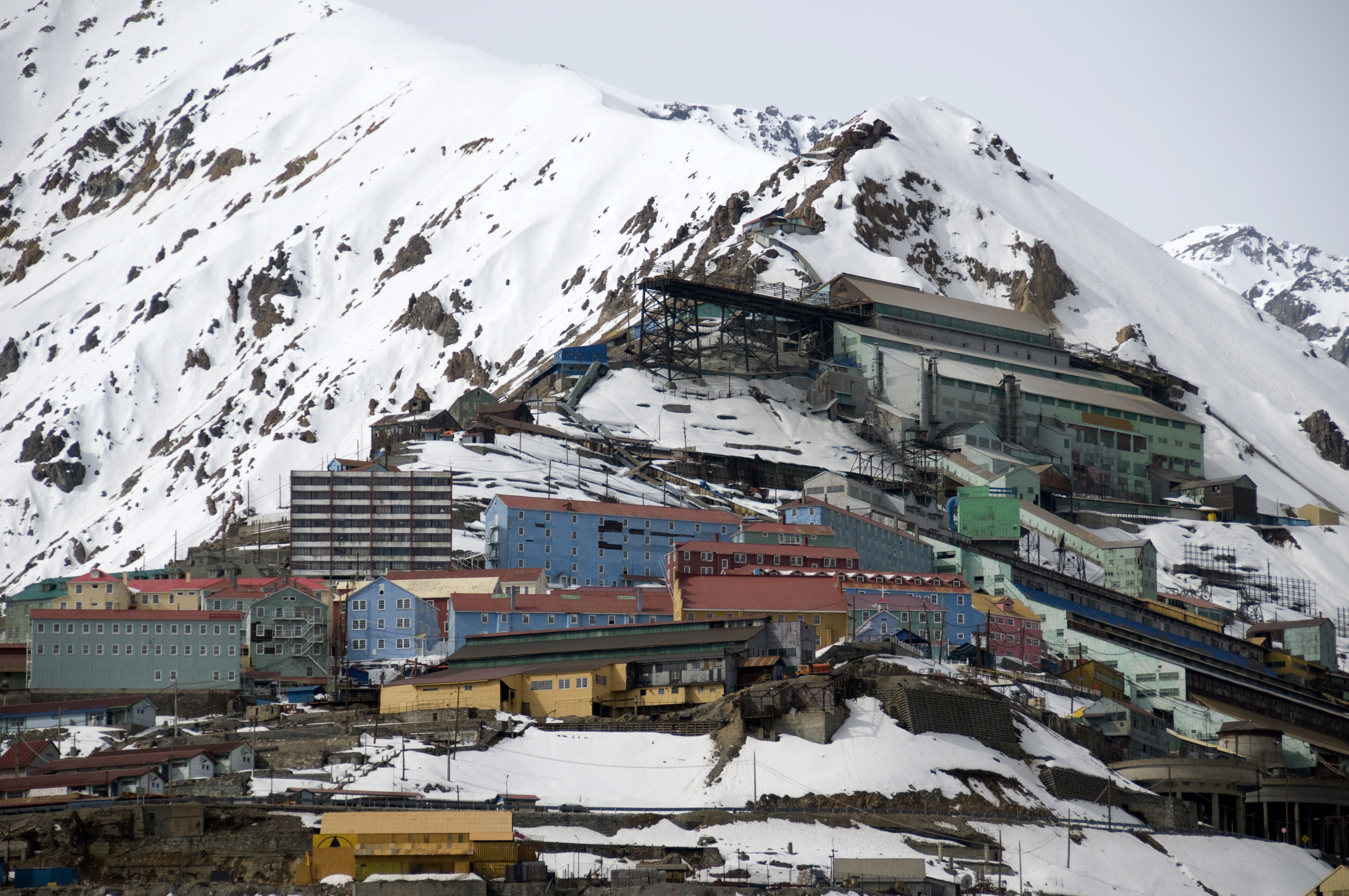
Thành phố mỏ Sewell

- Khu phố lịch sử của thành phố cảng Valparaíso (2003)
- Khu xưởng Xanpet ở Humberstone và Santa Laura (2005)
- Thành phố mỏ Sewell (2006)
- Mạng lưới đường bộ Inca (cùng với Argentina, Bolivia, Colombia, Ecuador và Peru) (2014)
- Khu định cư và Các xác ướp của Văn hóa Chinchorro ở vùng Arica và Parinacota (2021)

## Colombia(9)

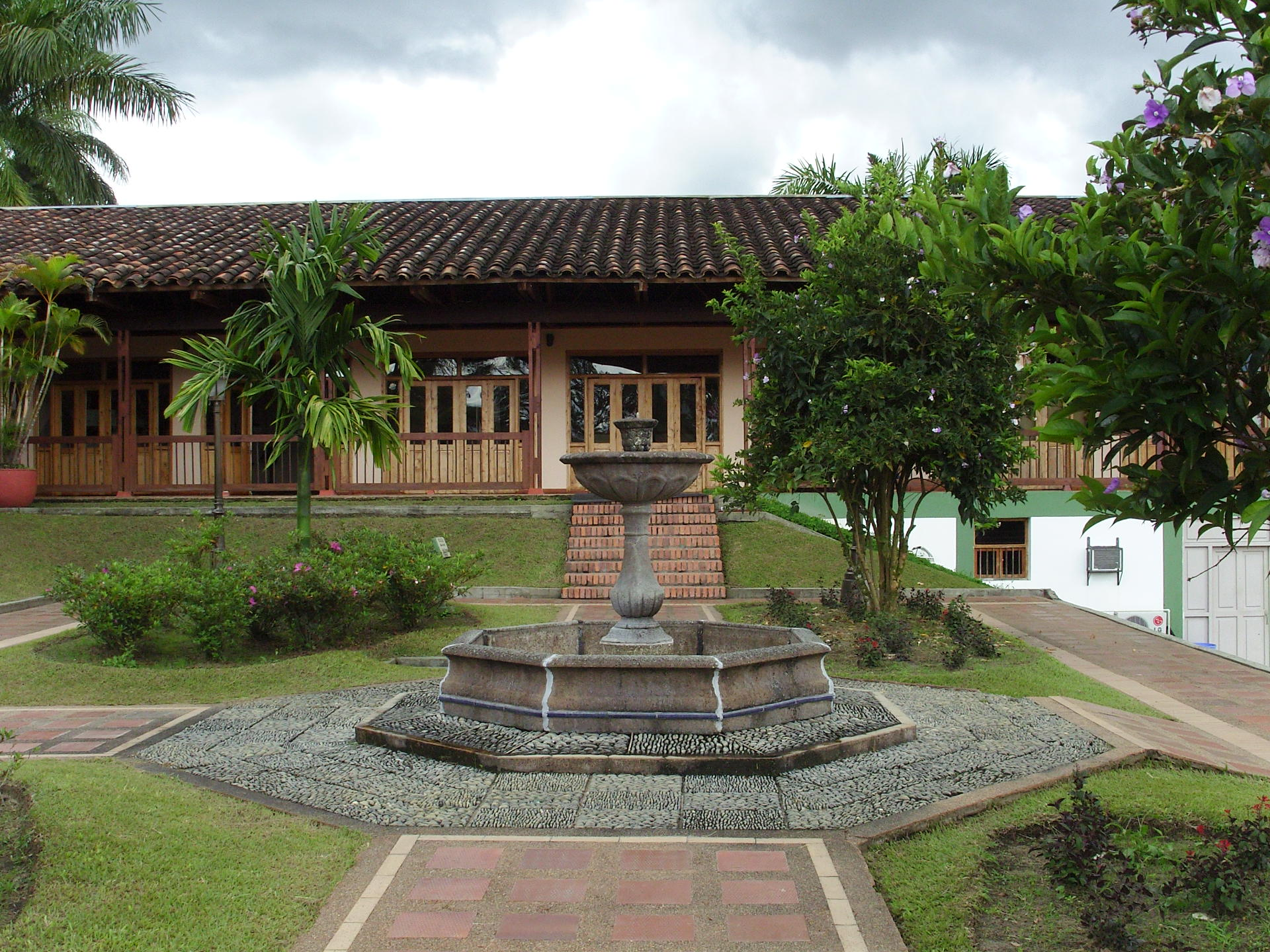
Cảnh quan văn hóa cà phê ở Colombia

- Cảng, pháo đài và các công trình ở Cartagena de Indias (1984)
- Vườn quốc gia Los Katíos (1994)
- Trung tâm lịch sử của Santa Cruz de Mompox (1995)
- Công viên khảo cổ quốc gia Tierradentro (1995)
- Công viên khảo cổ San Agustín (1995)
- Khu bảo tồn động thực vật trên đảo Malpelo (2006)
- Cảnh quan văn hóa cà phê ở Colombia (2011)
- Mạng lưới đường bộ Inca (cùng với Argentina, Chile, Bolivia, Ecuador và Peru) (2014)
- Vườn quốc gia Chiribiquete (2018)

## Costa Rica(4)

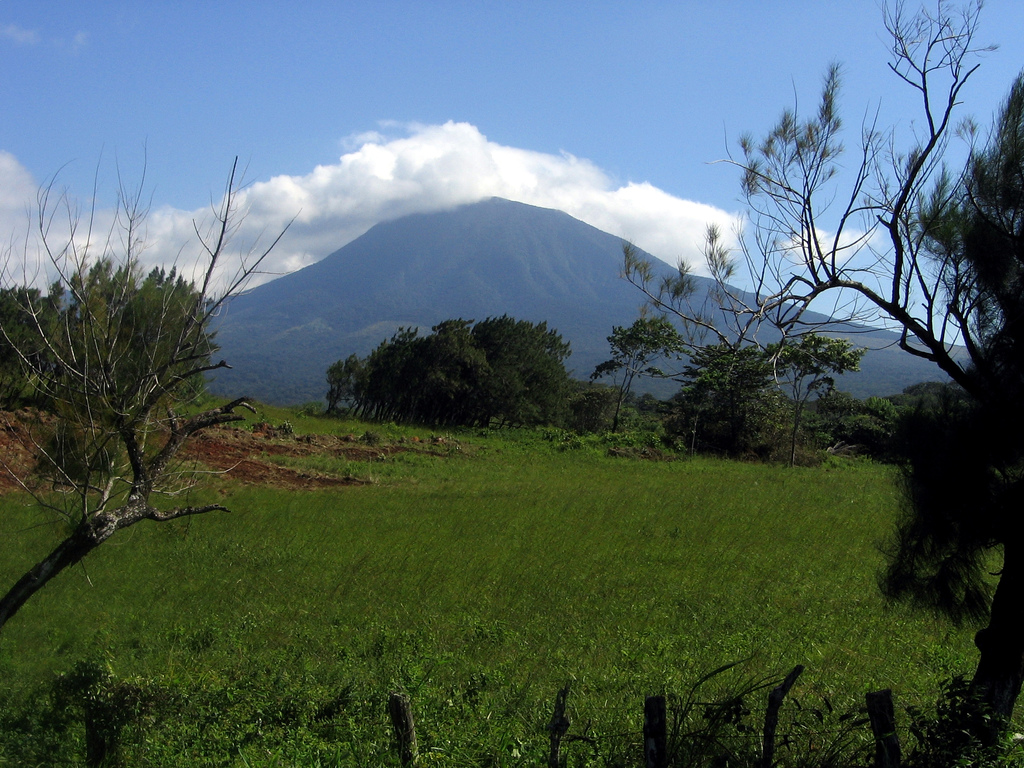
Khu bảo tồn Guanacaste

- Công viên quốc tế La Amistad (chung với Panama) (1983)
- Vườn quốc gia Đảo Cocos (1997)
- Khu bảo tồn Guanacaste (1999)
- Khu định cư Tiền Columbo và các quả cầu đá Diquís (2014)

## Cuba(9)
- Pháo đài và La Habana Cổ (1982)

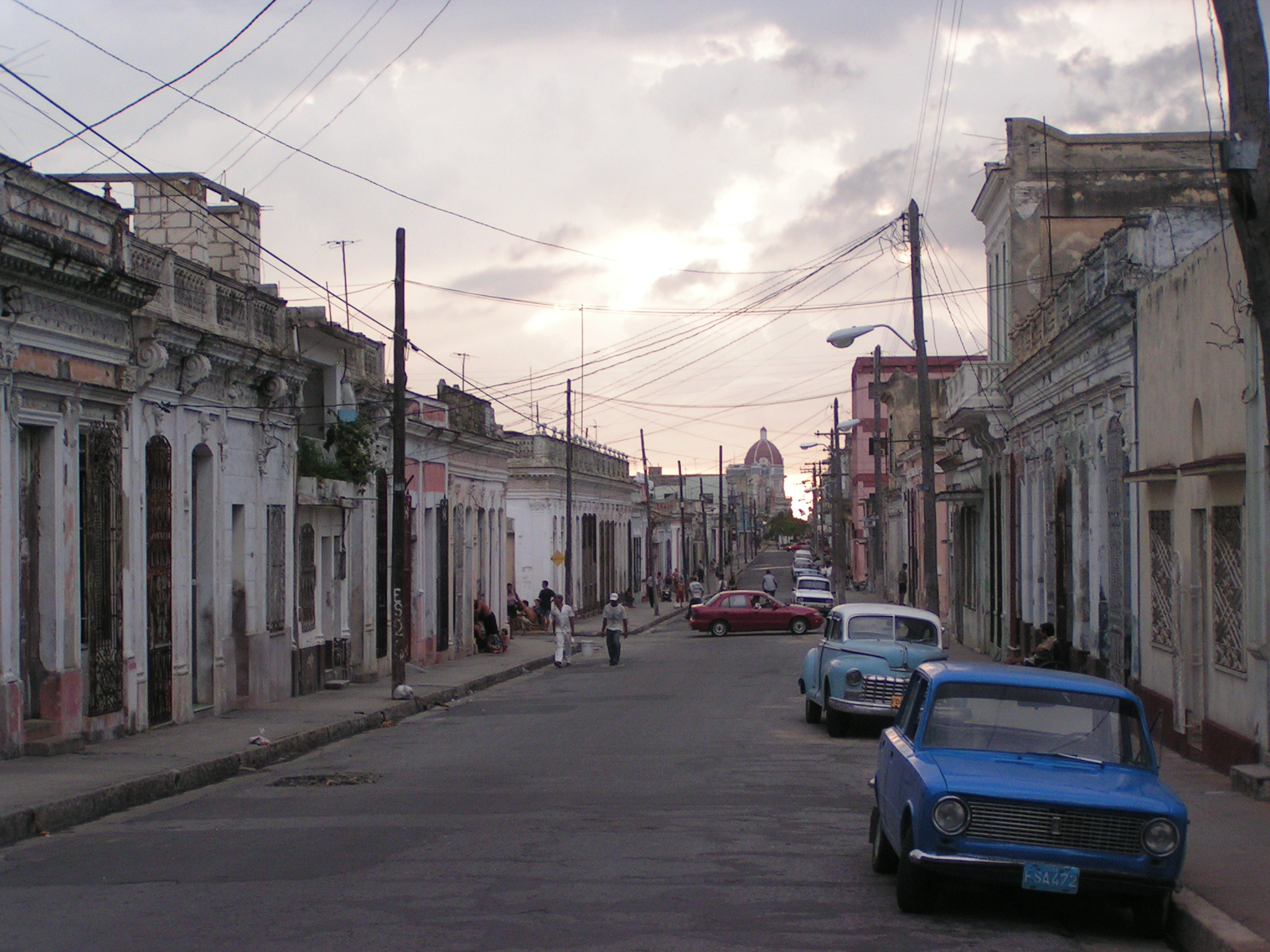
Thành phố lịch sử Cienfuegos

- Trinidad và Valle de los Ingenios (1988)
- Lâu đài San Pedro de la Roca, Santiago de Cuba (1997)
- Thung lũng Viñales (1999)
- Vườn quốc gia Desembarco del Granma (1999)
- Thắng cảnh khảo cổ nơi trồng cà phê đầu tiên ở vùng đông nam Cuba (2000)
- Vườn quốc gia Alejandro de Humboldt (2001)
- Thành phố lịch sử Cienfuegos (2005)
- Trung tâm lịch sử của Camagüey (2008)

## Dominica(1)

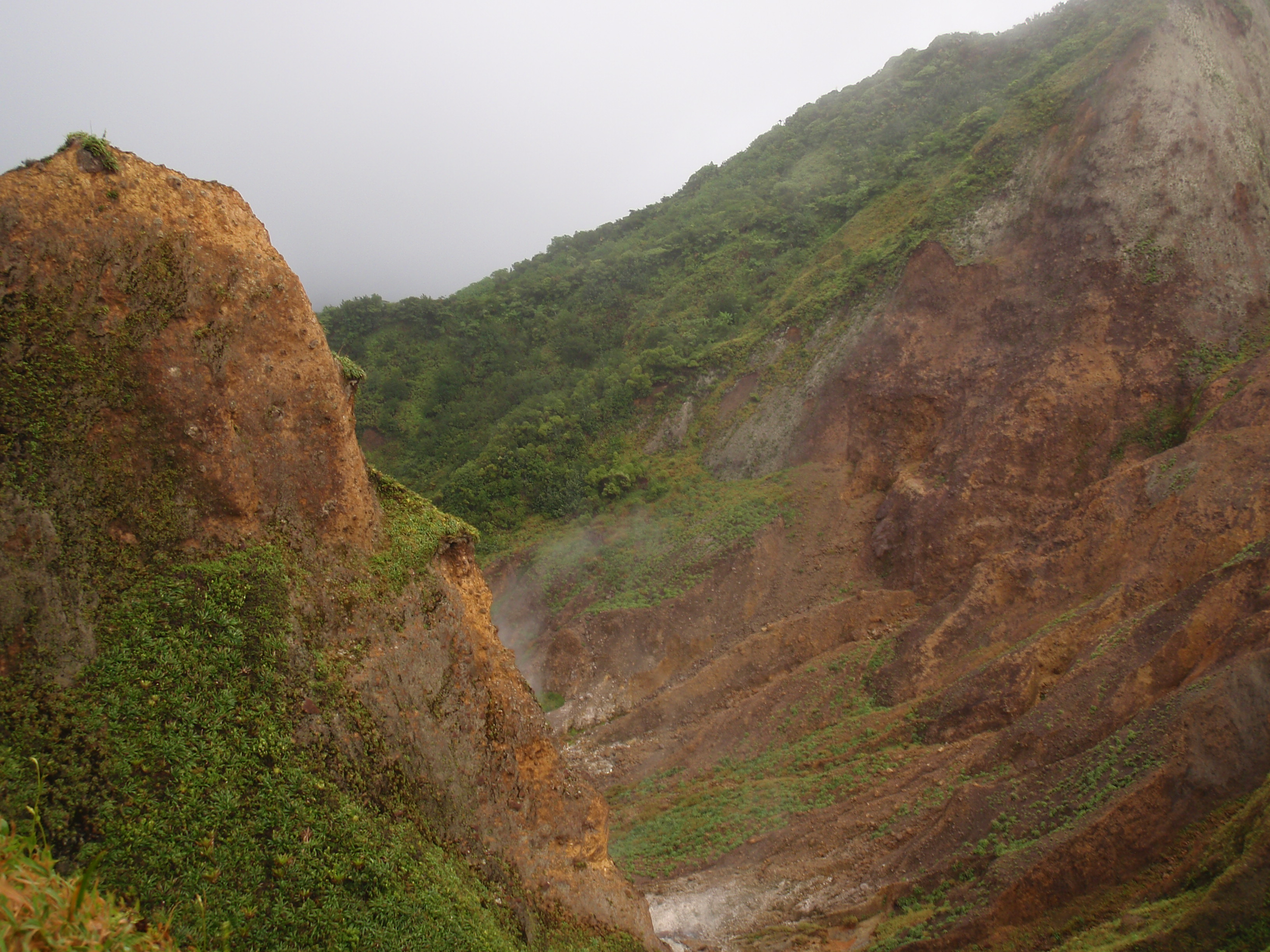
Vườn quốc gia Morne Trois Pitons

- Vườn quốc gia Morne Trois Pitons (1997)

## Cộng hòa Dominica(1)

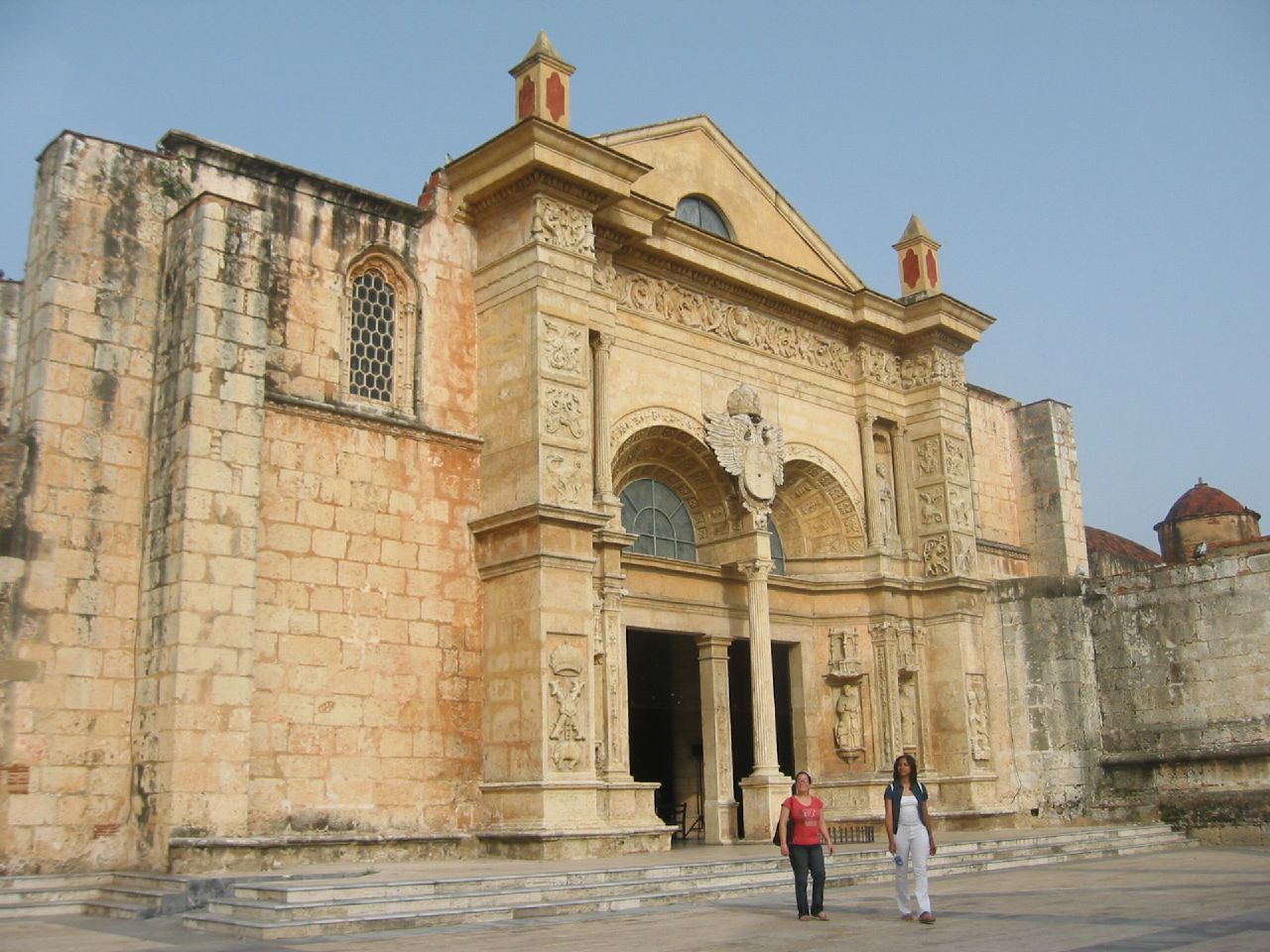
Ciudad Colonial (Santo Domingo)

- Ciudad Colonial (Santo Domingo) (1990)

## Ecuador(5)
- Quần đảo Galápagos (1978)
- Thành phố Quito (1978)
- Vườn quốc gia Sangay (1983)

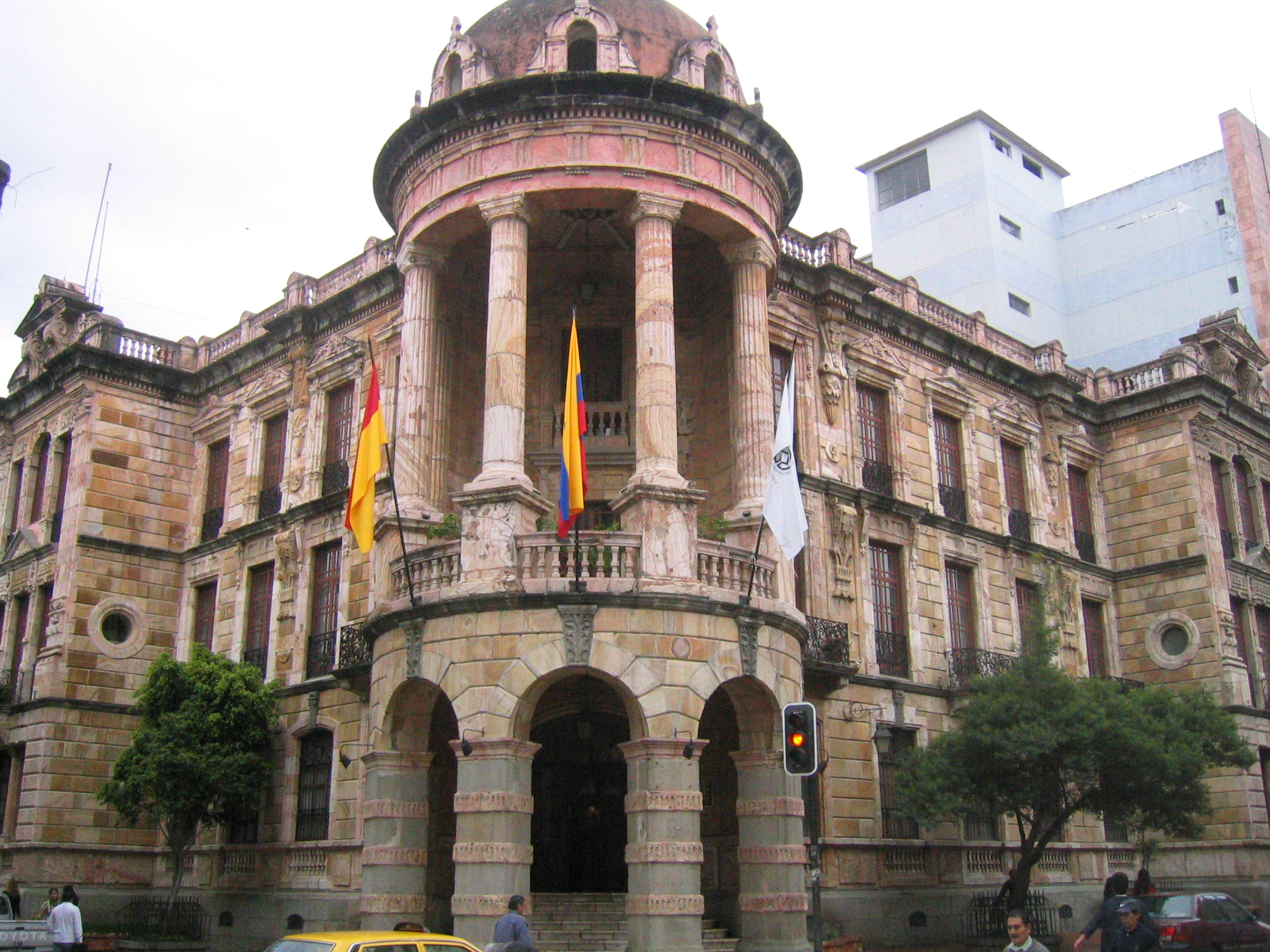
Trung tâm lịch sử của Santa Ana de los Ríos de Cuenca

- Trung tâm lịch sử của Santa Ana de los Ríos de Cuenca (1999)
- Mạng lưới đường bộ Inca (cùng với Argentina, Chile, Colombia, Bolivia và Peru) (2014)

## El Salvador(1)

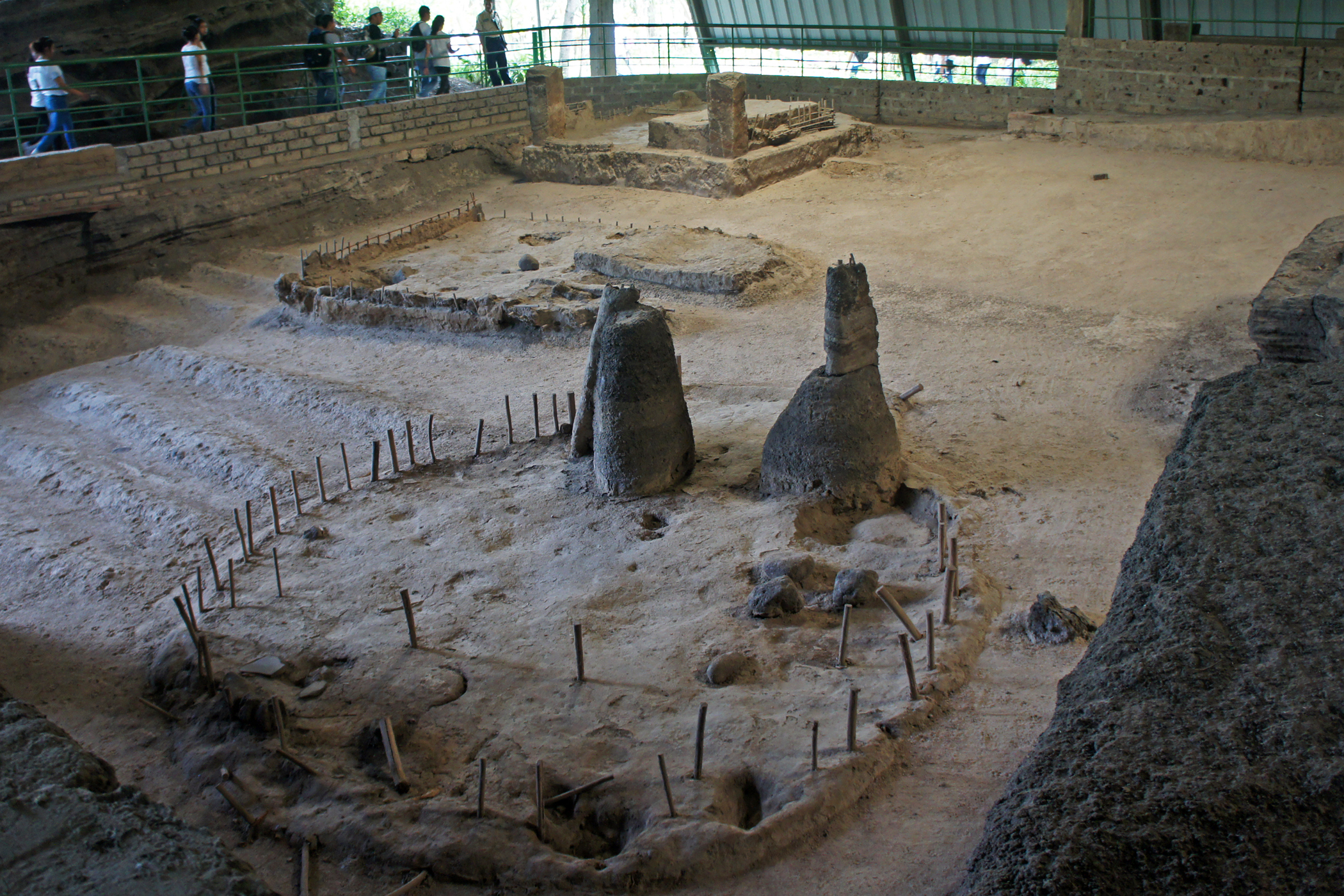
Di chỉ khảo cổ Joya de Cerén

- Di chỉ khảo cổ Joya de Cerén (1993)

## Jamaica(2)

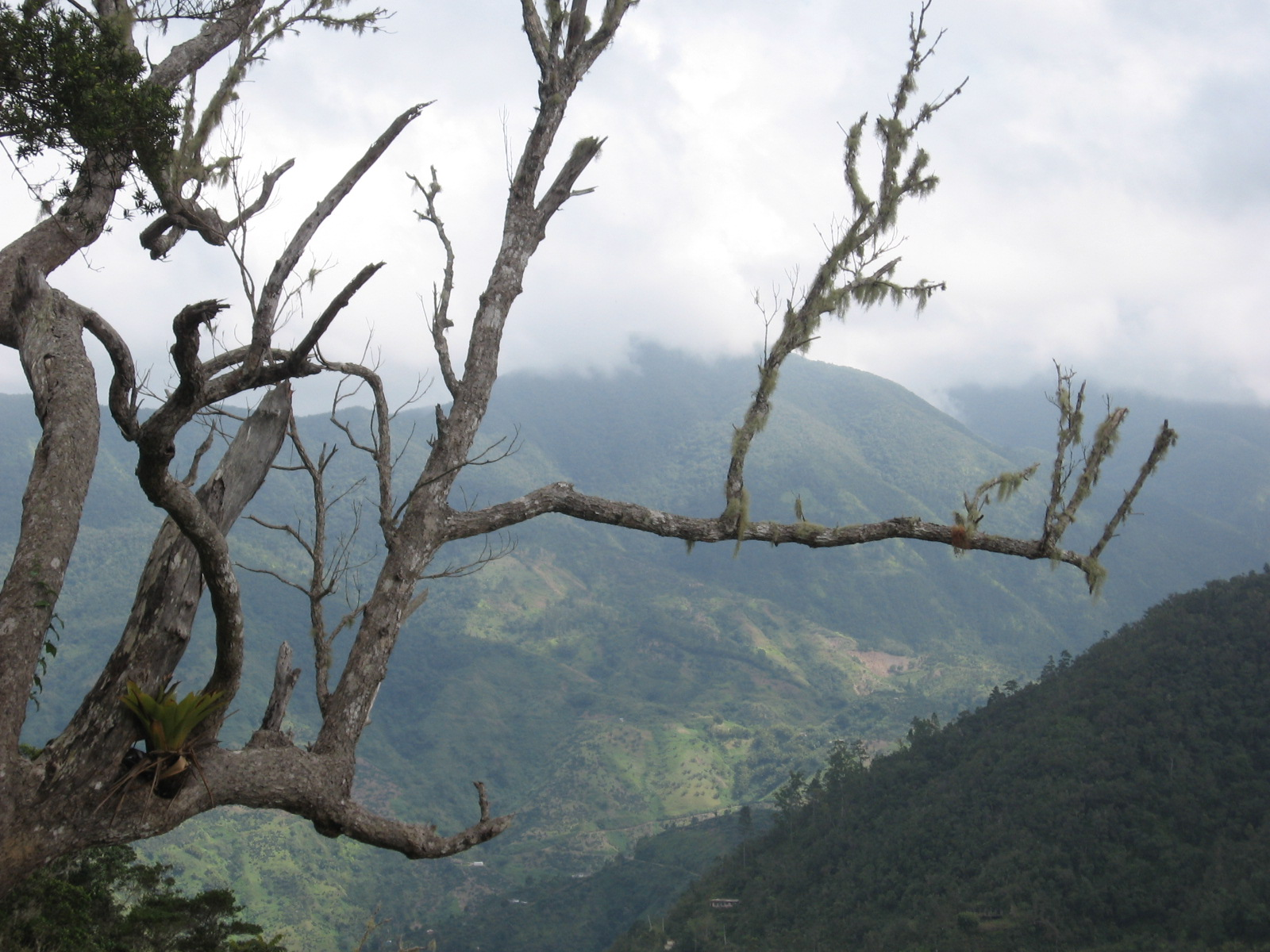
Dãy núi Blue.

- Các dãy núi Blue và John Crow (2015)
- Quần thể khảo cổ học thế kỷ 17 của Port Royal (2025)

## Guatemala(4)
- Vườn quốc gia Tikal (1979)
- Antigua Guatemala (1979)

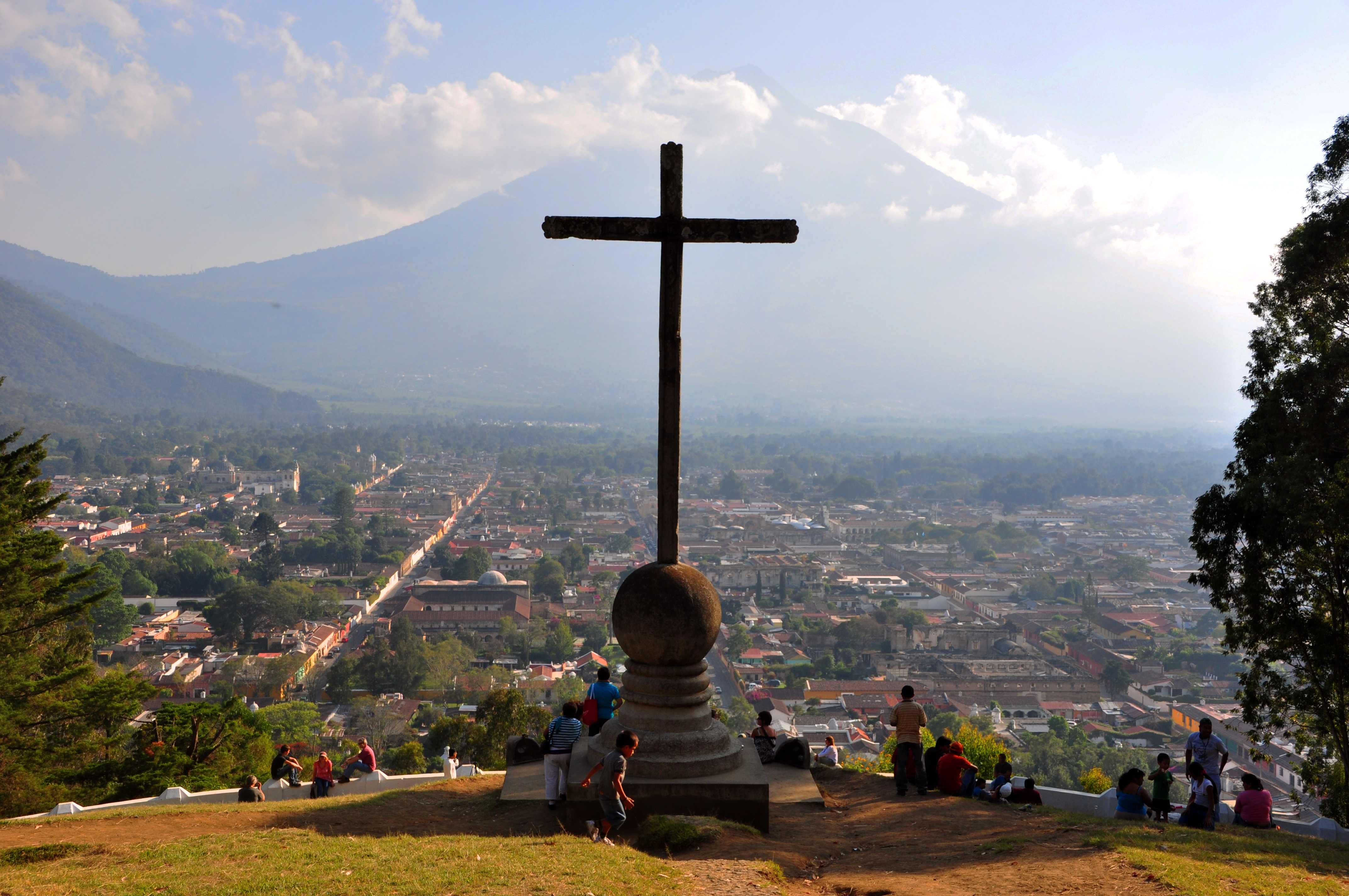
Antigua Guatemala

- Công viên khảo cổ và khu phế tích Quiriguá (1981)
- Công viên khảo cổ quốc gia Tak’alik Ab’aj (2023)

## Haiti(1)

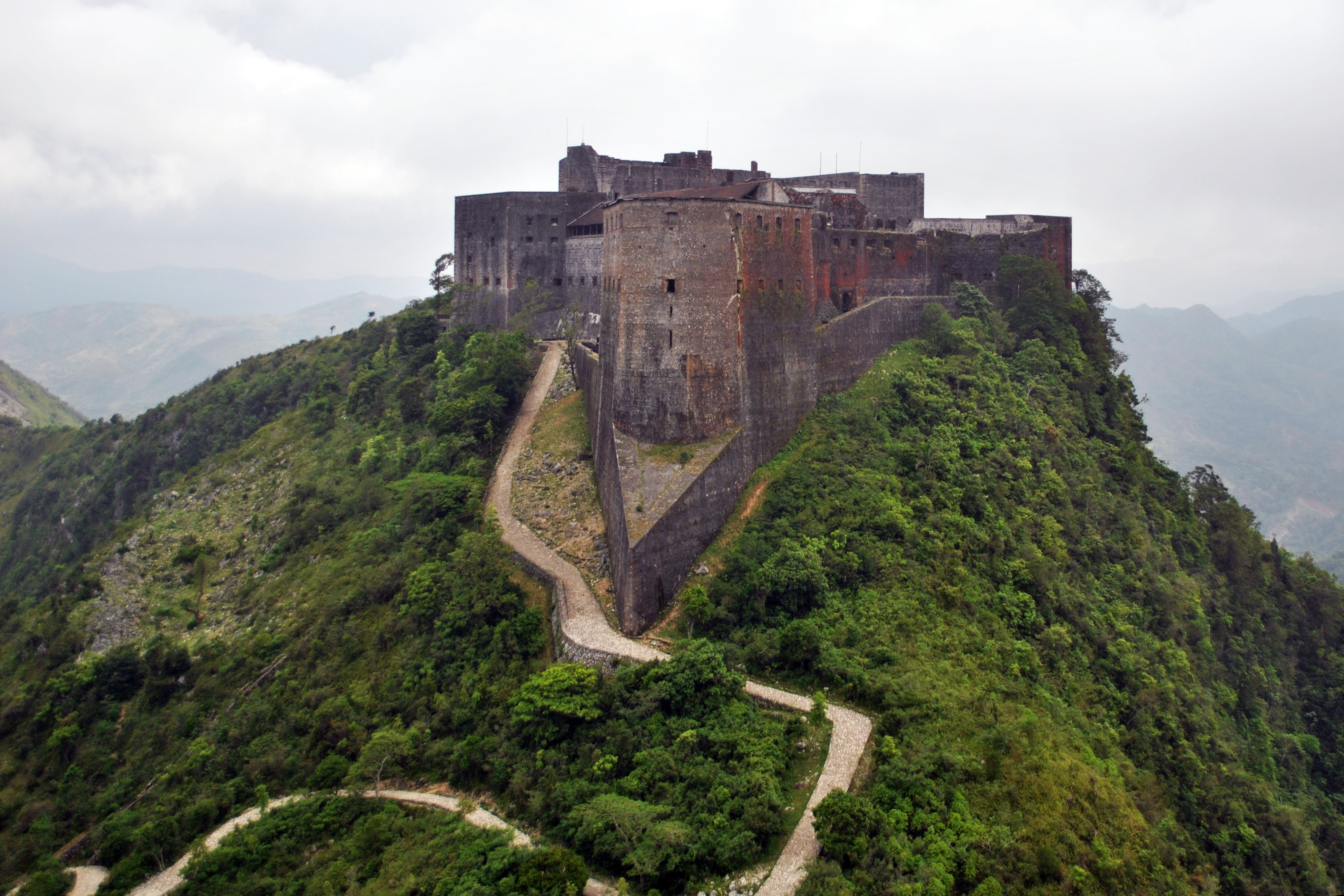
Công viên Lịch sử Quốc gia Haiti - Citadelle Laferriere, Cung điện Sans-Souci, Ramiers

- Công viên Lịch sử Quốc gia Haiti - Citadelle Laferriere, Cung điện Sans-Souci, Ramiers (1982)

## Hợp chúng quốc Hoa Kỳ(25)
- Vườn quốc gia Mesa Verde (1978)
- Vườn quốc gia Yellowstone (1978)
- Vườn quốc gia Everglades (1979)
- Vườn quốc gia Grand Canyon (1979)
- Independence Hall (1979)

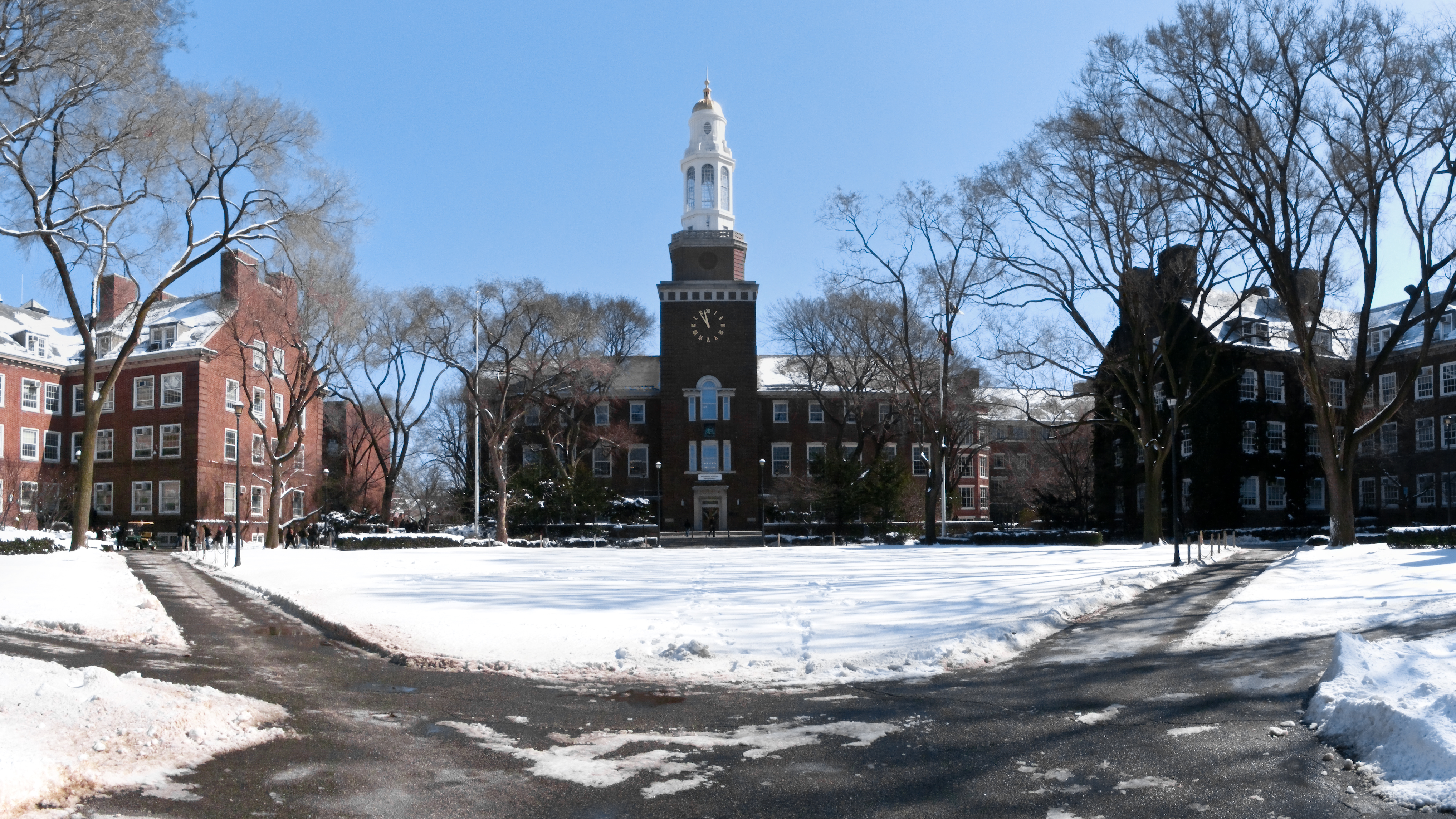
Independence Hall

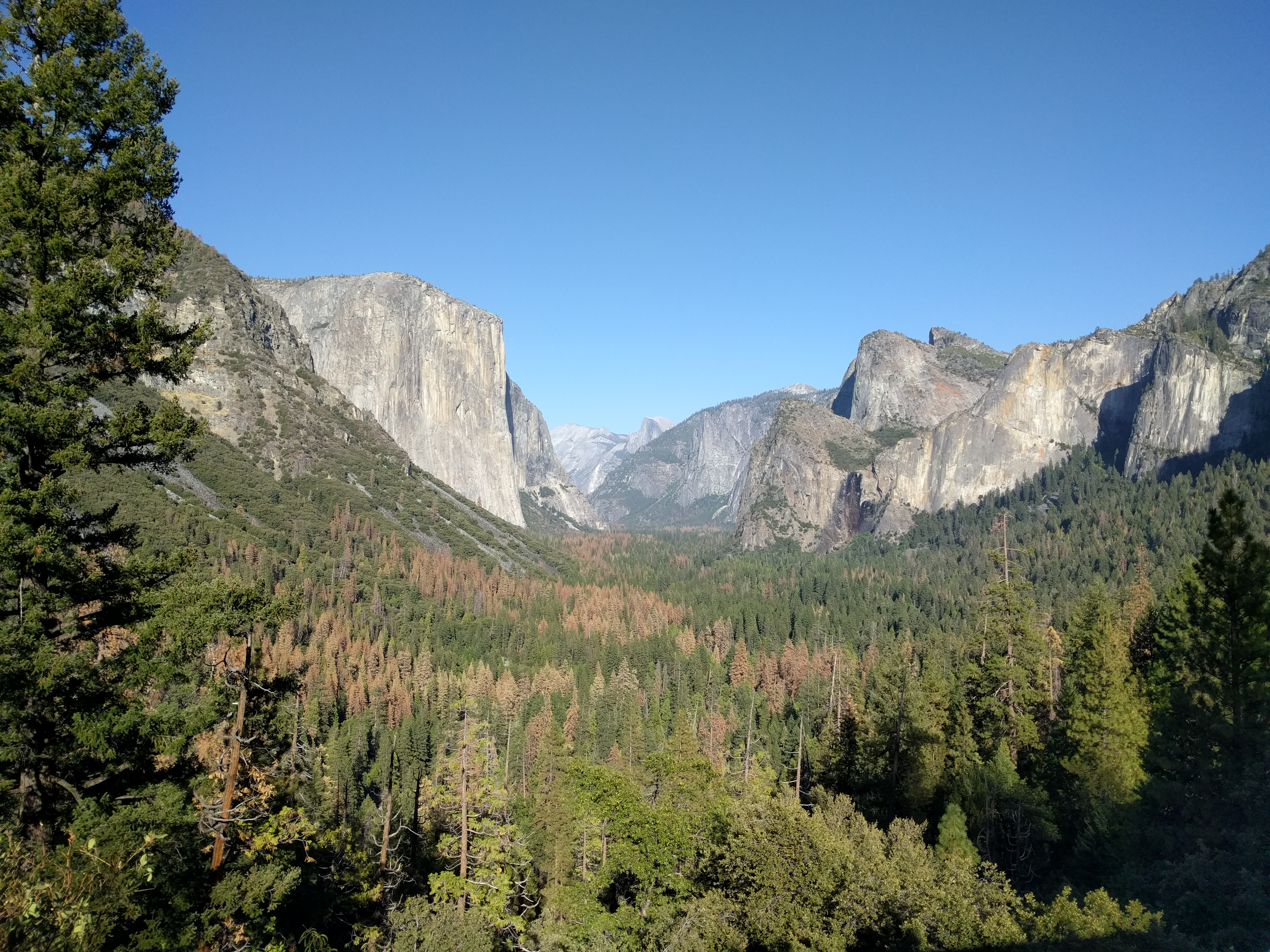
Thác nước Bridalveil tại Vườn quốc gia Yosemite.

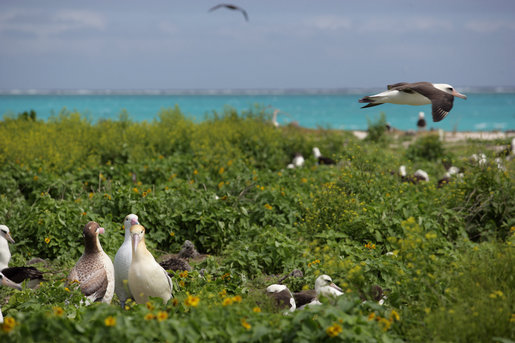
Những con Hải âu Laysan và Hải âu lớn đuôi ngắn tại Papahānaumokuākea.

- Các khu bảo tồn và Vườn quốc gia: Kluane, Wrangell-St. Elias, Glacier Bay, Tatshenshini-Alsek (chung với Canada) (1979)
- Vườn quốc gia Redwood (1980)
- Vườn quốc gia hang Mammoth (1981)
- Vườn quốc gia Olympic (1981)
- Di tích lịch sử quốc gia Các gò Cahokia (1982)
- Vườn quốc gia núi Great Smoky (1983)
- La Fortaleza và di tích lịch sử quốc gia San Juan, Puerto Rico (1983)
- Tượng Nữ thần Tự do (1984)
- Vườn quốc gia các núi lửa Hawaii (1984)
- Vườn quốc gia Yosemite (1984)
- Công viên lịch sử quốc gia Chaco (1987)
- Monticello và Đại học Virginia ở Charlottesville (1987)
- Pueblo de Taos (1992)
- Vườn quốc gia Carlsbad Caverns (1995)
- Công viên hòa bình quốc tế Waterton-Glacier (chung với Canada) (1995)
- Papahānaumokuākea (2010)
- Tượng đài quốc gia Poverty Point (2014)
- Khu truyền giáo San Antonio (2015)
- Công trình kiến trúc thế kỷ 20 của Frank Lloyd Wright (2019)
- Công sự Nghi lễ đắp đất Hopewell (2023)

## Honduras(2)

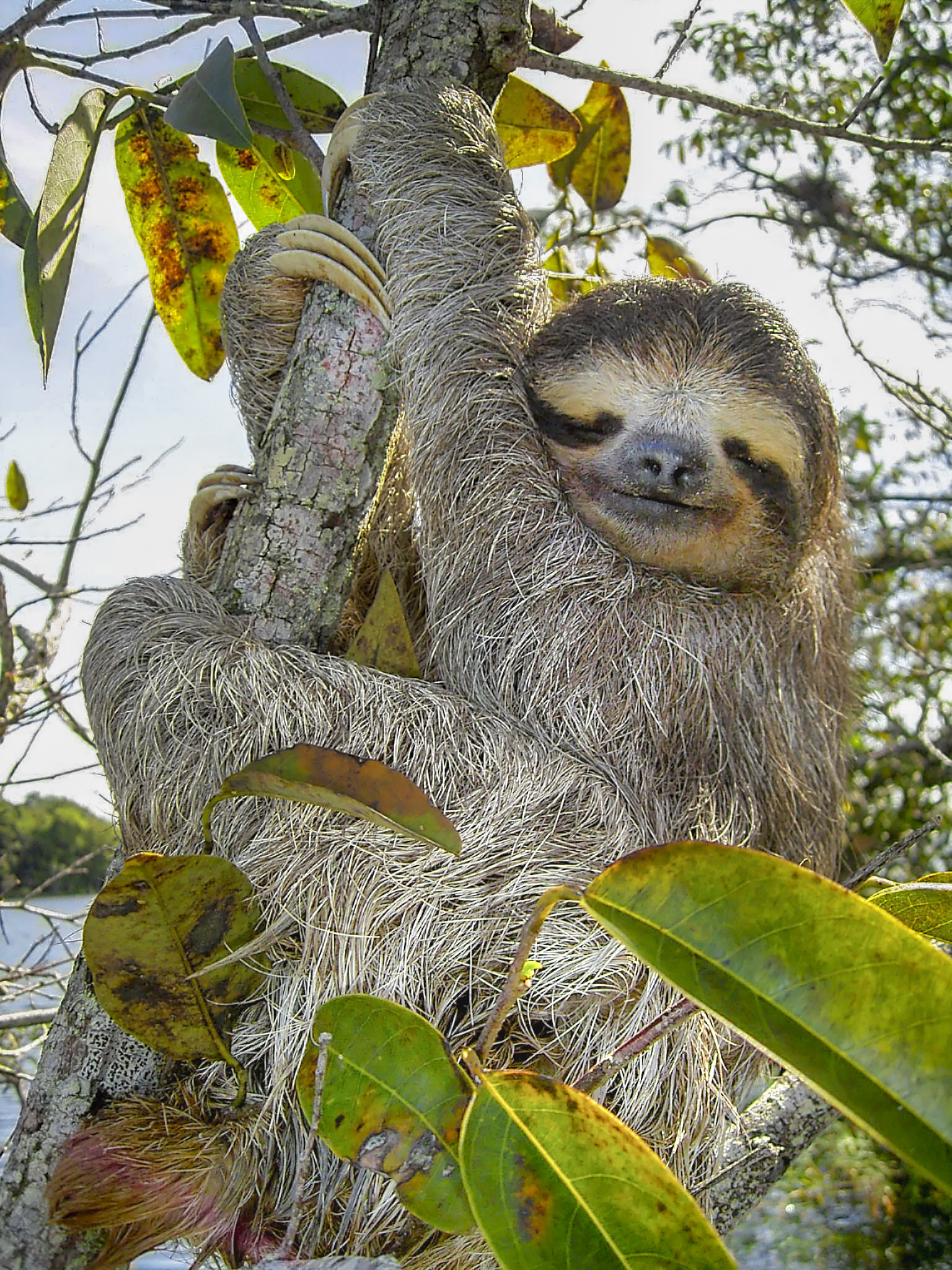
Khu dự trữ sinh quyển Río Platano

- Di chỉ nền văn minh Maya ở Copán (1980)
- Khu dự trữ sinh quyển Río Platano (1982)

## México(36)

El Castillo chiếm lĩnh vùng trung tâm của Khu di tích Chichén Itzá.

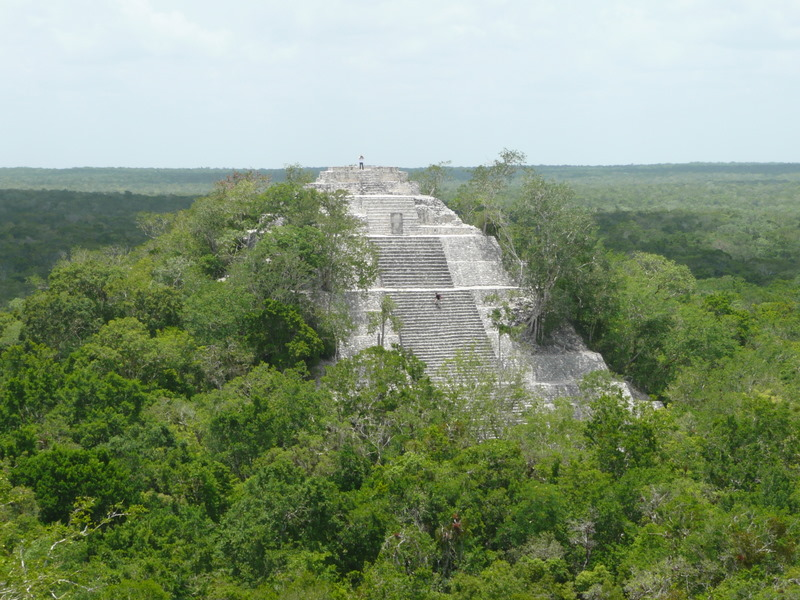
Thành phổ cổ của người Maya ở Calakmul.

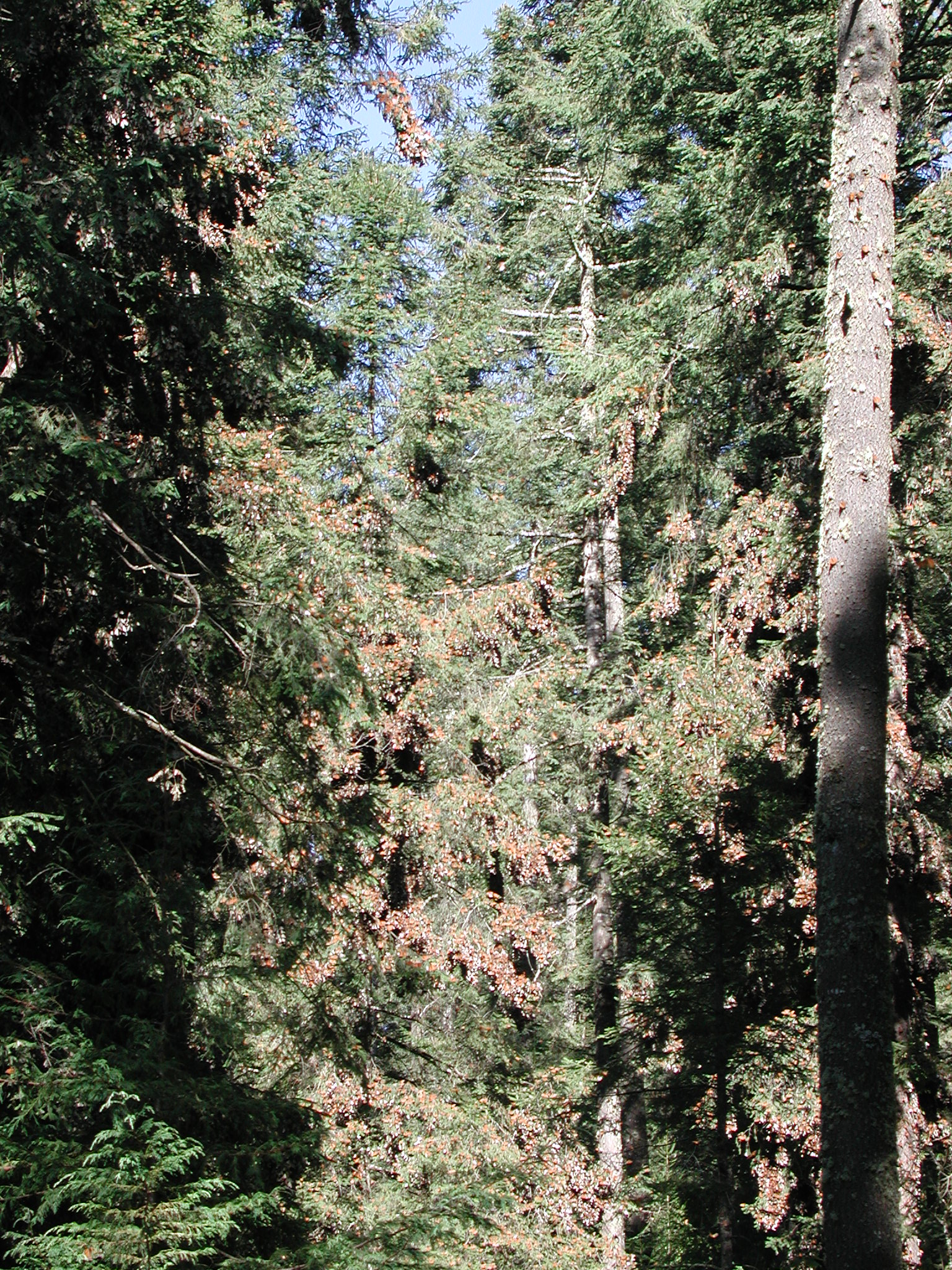
Khu rừng thuộc Khu bảo tồn sinh quyển bướm chúa ở Mexico.

- Thành phố thời tiền Colombo Teotihuacan (1987)
- Trung tâm lịch sử của Oaxaca và di chỉ khảo cổ Monte Albán (1987)
- Thành phố thời tiền Colombo và Vườn quốc gia Palenque (1987)
- Khu dự trữ sinh quyển Sian Ka'an, Quintana Roo (1987)
- Trung tâm Lịch sử của Thành phố Mexico và Xochimilco (1987)
- Trung tâm lịch sử của Puebla, Puebla (1987)
- Thành phố thời tiền Colombo Chichén Itzá (1988)
- Thành phố lịch sử Guanajuato và khu mỏ liền kề (1988)
- Trung tâm lịch sử của Morelia (1991)
- Thành phố thời tiền Colombo El Tajín (1992)
- Các bức vẽ trên đá ở Sierra de San Francisco (1993)
- Khu bảo tồn cá voi ở El Vizcaino (1993)
- Trung tâm lịch sử của Zacatecas (1993)
- Các tu viện trên sườn núi Popocatepetl, Puebla và Morelos (1994)
- Trung tâm lịch sử Santiago de Querétaro (1996)
- Thành phố thời tiền Colombo Uxmal (1996)
- Hospicio Cabañas ở Guadalajara, Jalisco (1997)
- Di chỉ khảo cổ Paquimé, Casas Grandes (1998)
- Trung tâm lịch sử của Tlacotalpan (1998)
- Di chỉ khảo cổ Xochicalco (1999)
- Thành phố pháo đài Campeche, Campeche (1999)
- Thành phố cổ đại của người Maya và Các khu bảo vệ rừng nhiệt đới của Calakmul (2002)
- Khu truyền giáo của dòng Fran-xít ở Sierra Gorda, Querétaro (2003)
- Nhà và xưởng làm việc của kiến trúc sư Luis Barragán (2004)
- Các đảo và khu vực bảo vệ ở vịnh California (2005)
- Thắng cảnh Agave và khu công nghiệp cũ ở Tequila (2006)
- Khuôn viên Đại học quốc gia UNAM ở thành phố Mexico (2007)
- Khu bảo tồn sinh quyển bướm chúa ở Mexico (2008)
- Thành phố pháo đài San Miguel và Thánh đường Jesús Nazareno ở Atotonilco (2008)
- Đường mòn lịch sử El Camino Real de Tierra Adentro (2010)
- Hang động thời tiền sử Yagul và Mitla trong Thung lũng trung tâm Oaxaca (2010)
- Khu dự trữ sinh quyển El Pinacate y Gran Desierto de Altar (2013)
- Cầu dẫn nước Padre Tembleque (2015)
- Quần đảo Revillagigedo (2016)
- Thung lũng Tehuacán-Cuicatlán: Nơi sinh sống ban đầu của nền văn minh Mesoamerica (2018)
- Tuyến đường Wixárika qua các địa điểm linh thiêng đến Wirikuta (Tatehuarí Huajuyé) (2025)

## Nicaragua(2)
- Khu phế tích León Viejo (2000)

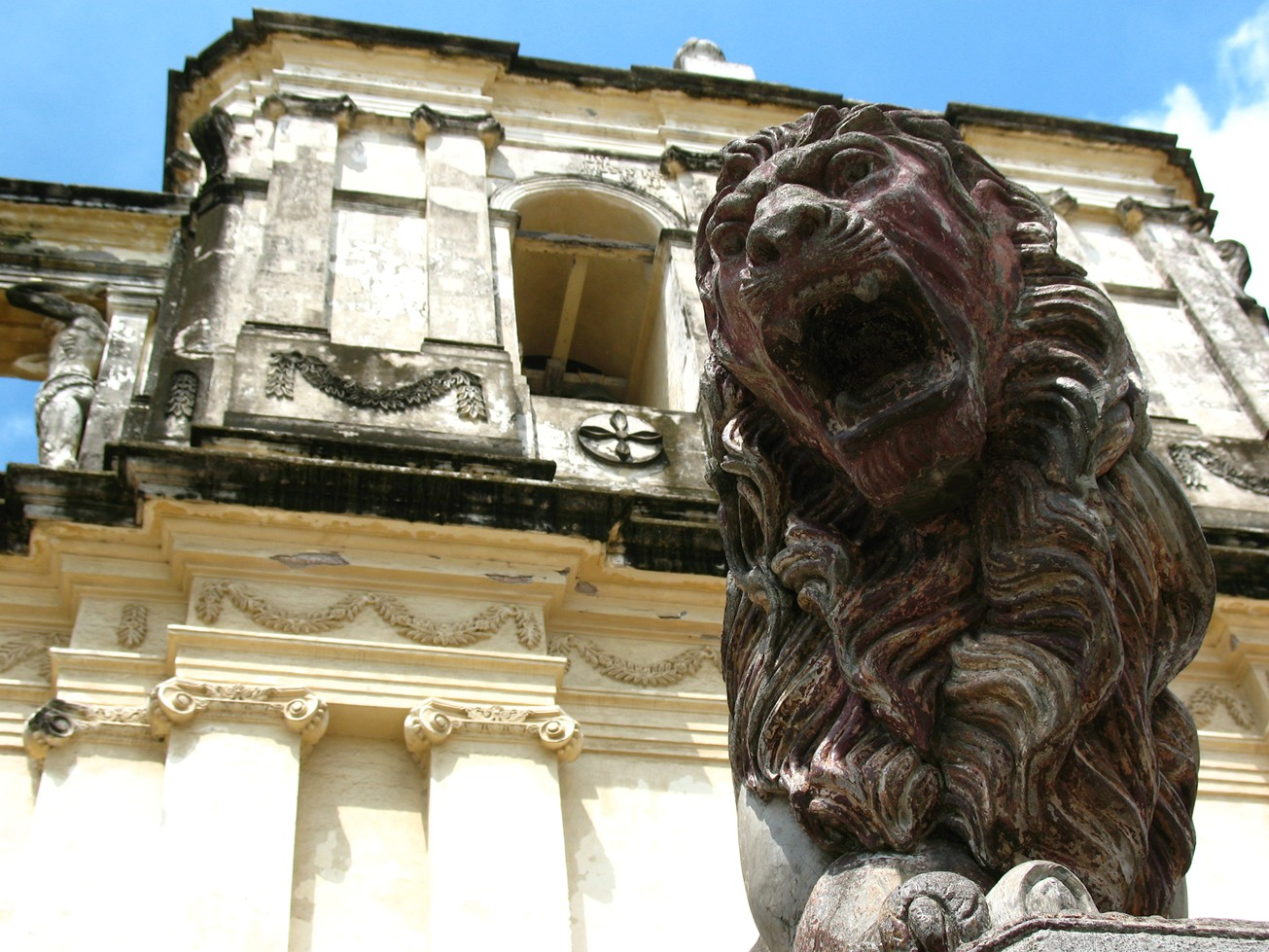
Nhà thờ chính tòa León

- Nhà thờ chính tòa León (2011)

## Panama(6)

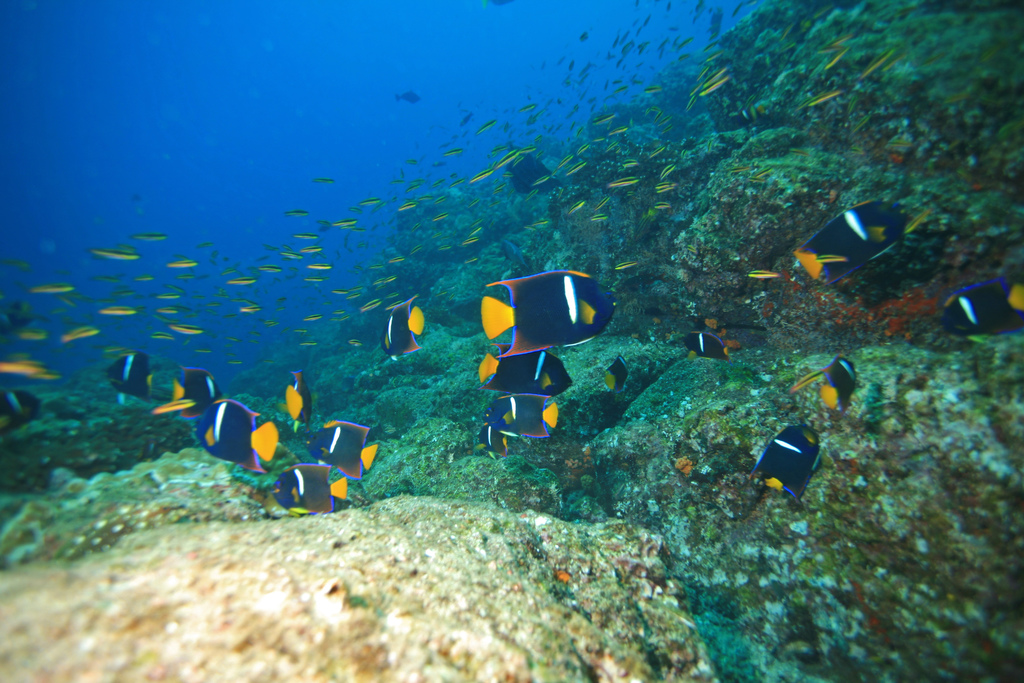
Vườn quốc gia đảo Coiba.

- Các công sự giáp vịnh Caribe của Panama: từ Portobelo đến San Lorenzo (1980)
- Vườn quốc gia Darien (1981)
- Công viên quốc tế La Amistad (chung với Costa Rica) (1983)
- Địa điểm khảo cổ Panamá Viejo và Khu vực lịch sử của Panamá (1997)
- Vườn quốc gia đảo Coiba (2005)
- Tuyến đường xuyên eo đất thuộc địa Panama (2025)

## Paraguay(1)

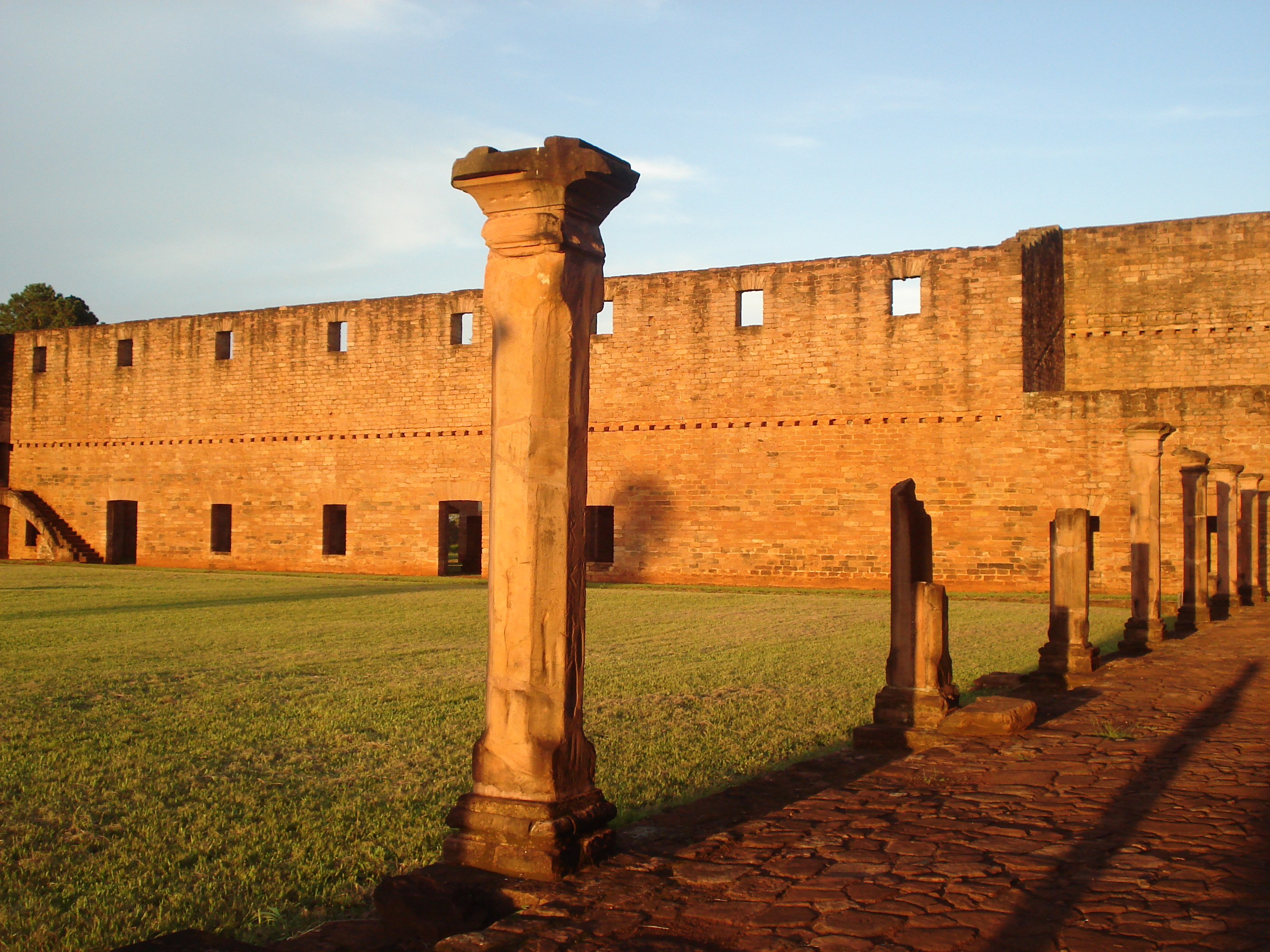
Trụ sở hội truyền giáo dòng Tên ở La Santisima Trinidad de Parana và Jesus de Tavarangue

- Khu truyền giáo dòng Tên La Santísima Trinidad de Paraná và Jesús de Tavarangue (1993)

## Peru(13)

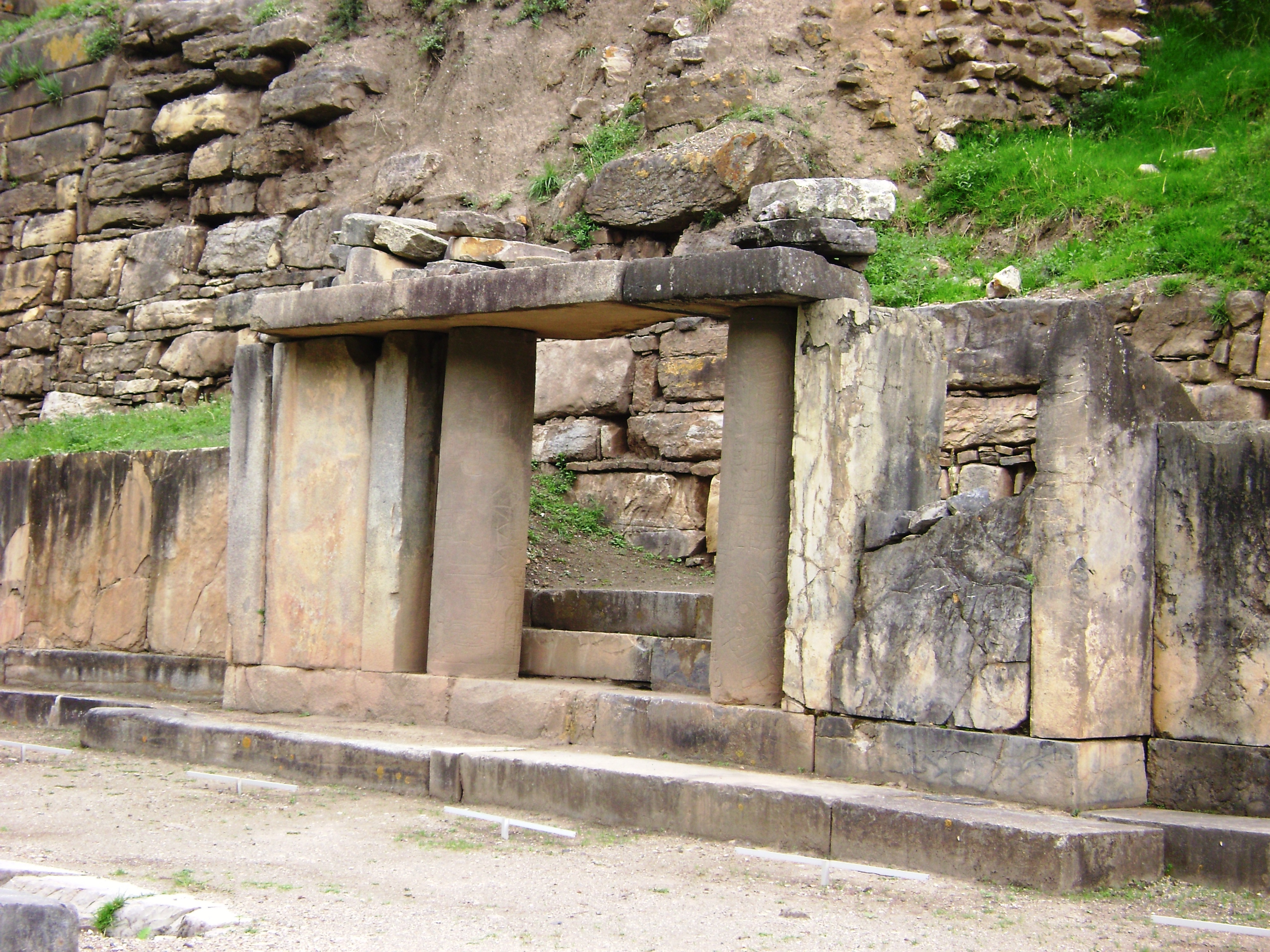
Di chỉ khảo cổ Chavín de Huantar

- Khu bảo tồn lịch sử Machu Picchu (1983)
- Thành phố Cuzco (1983)
- Di chỉ khảo cổ Chavín de Huantar (1985)
- Vườn quốc gia Huascaran (1985)
- Di chỉ khảo cổ Chan Chan (1986)
- Vườn quốc gia Manu (1987)
- Trung tâm lịch sử của Lima (1988)
- Vườn quốc gia Rio Abiseo (1990)
- Những hình vẽ trên cao nguyên Nazca và Pampas de Jumana (1994)
- Trung tâm lịch sử của Arequipa (2000)
- Thành phố thiêng Caral-Supe (2009)
- Mạng lưới đường bộ Inca (cùng với Argentina, Chile, Colombia, Ecuador và Bolivia) (2014)
- Khu phức hợp khảo cổ Chankillo (2021)

## Saint Kitts và Nevis(1)

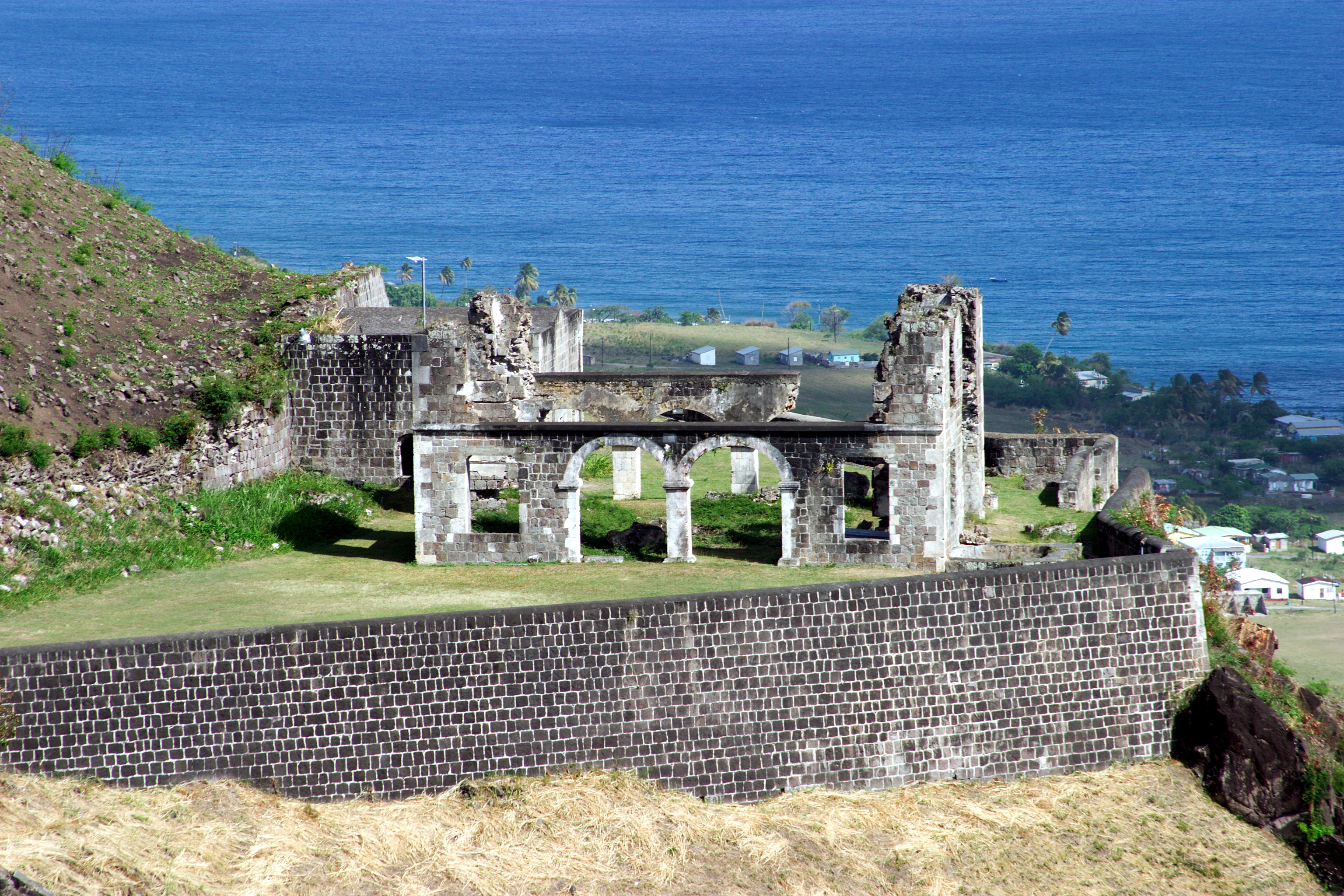
Vườn quốc gia pháo đài đồi Brimstone

- Vườn quốc gia pháo đài đồi Brimstone (1999)

## Saint Lucia(1)

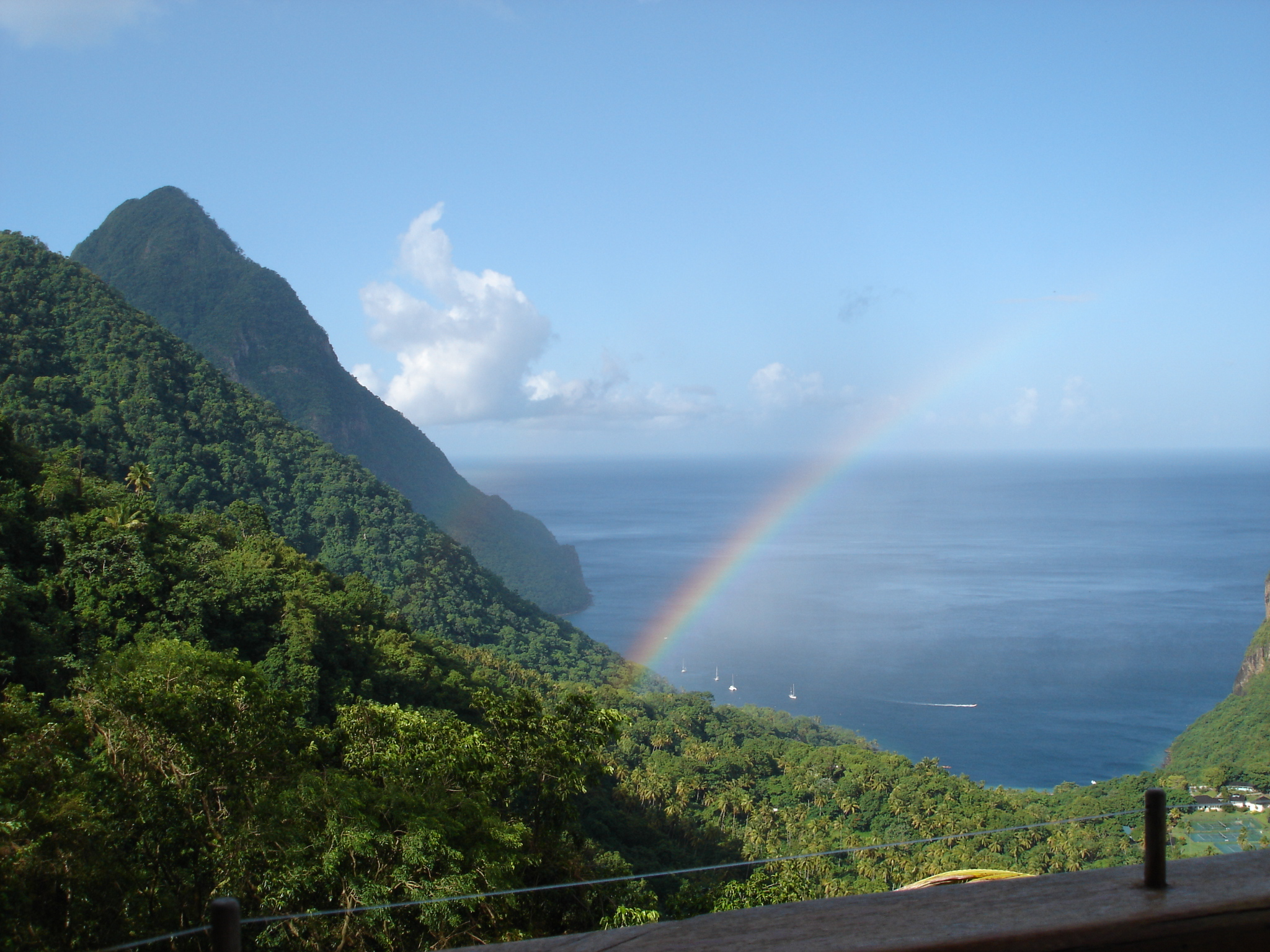
Khu hành chính Pitons

- Khu hành chính Pitons (2004)

## Suriname(3)

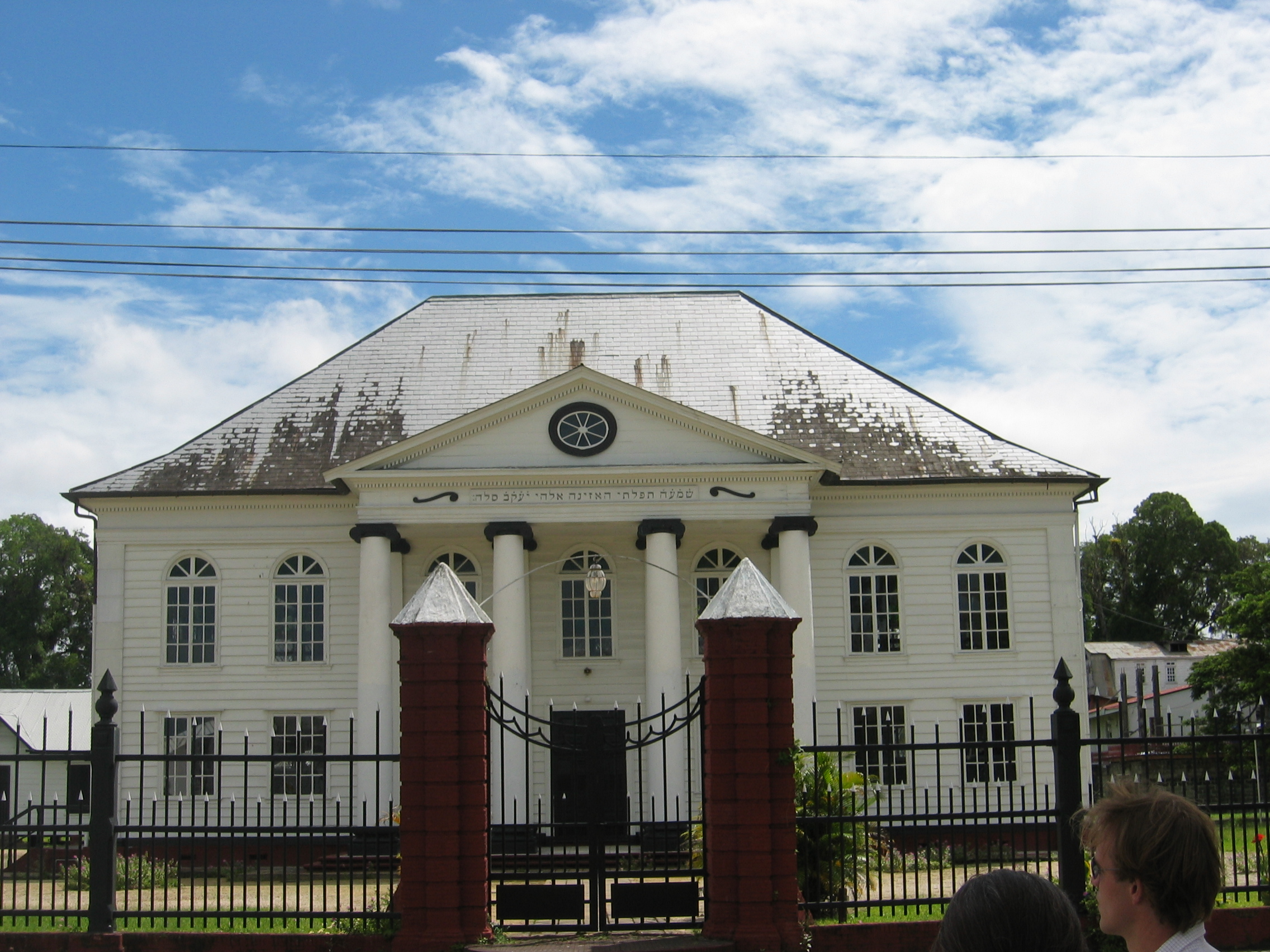
Thành phố lịch sử Paramaribo

- Khu bảo tồn tự nhiên Trung Suriname (2000)
- Thành phố lịch sử Paramaribo (2002)
- Địa điểm khảo cổ học Jodensavanne: Khu định cư Jodensavanne và nghĩa trang thung lũng Cassipora (2023)

## Uruguay(3)

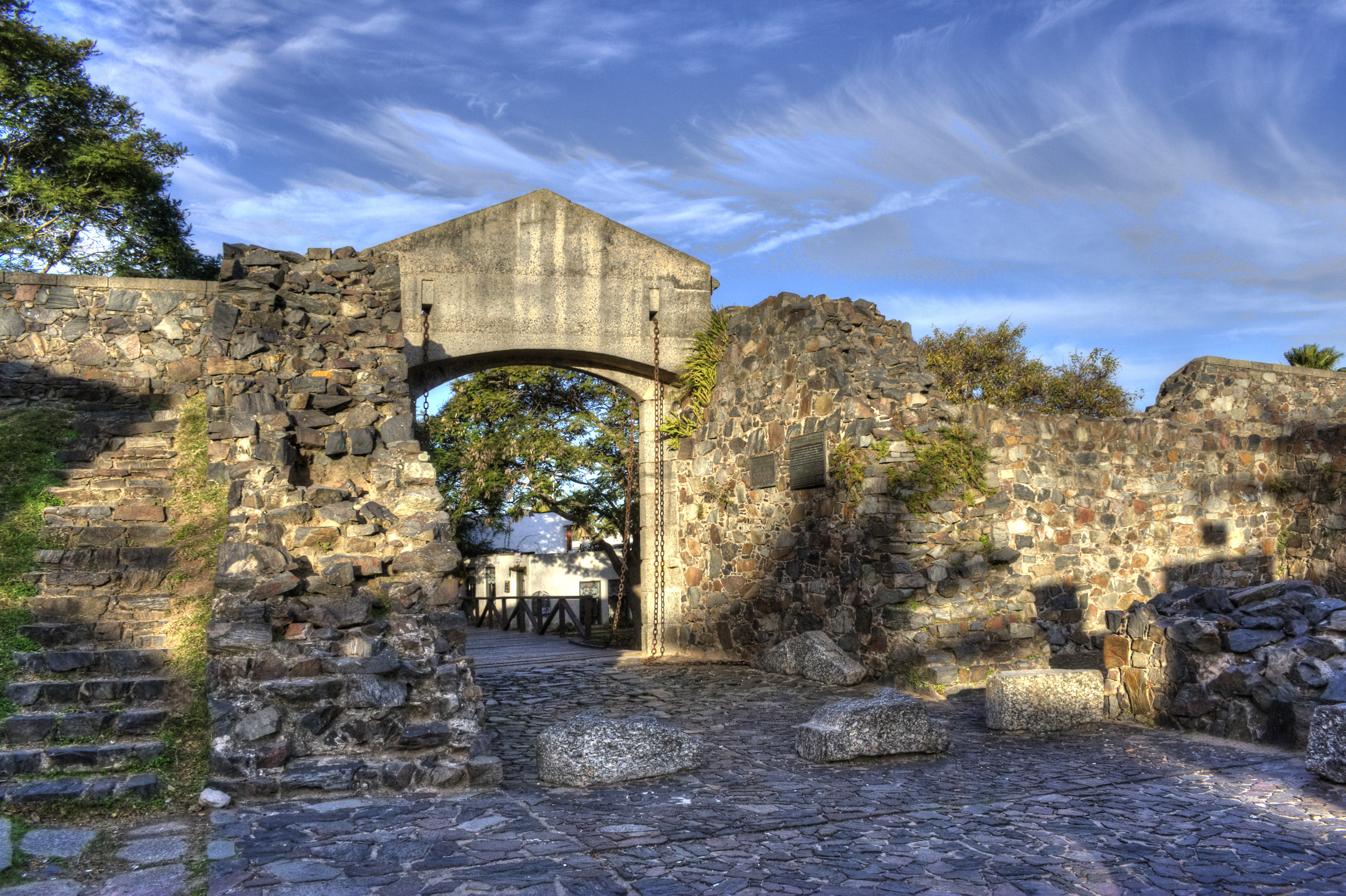
Khu phố lịch sử của Colonia del Sacramento

- Khu phố lịch sử của Colonia del Sacramento (1995)
- Cảnh quan văn hóa-công nghiệp Fray Bentos (2015)
- Công trình của kiến trúc sư Eladio Dieste: Nhà thờ của Atlántida (2021)

## Venezuela(3)

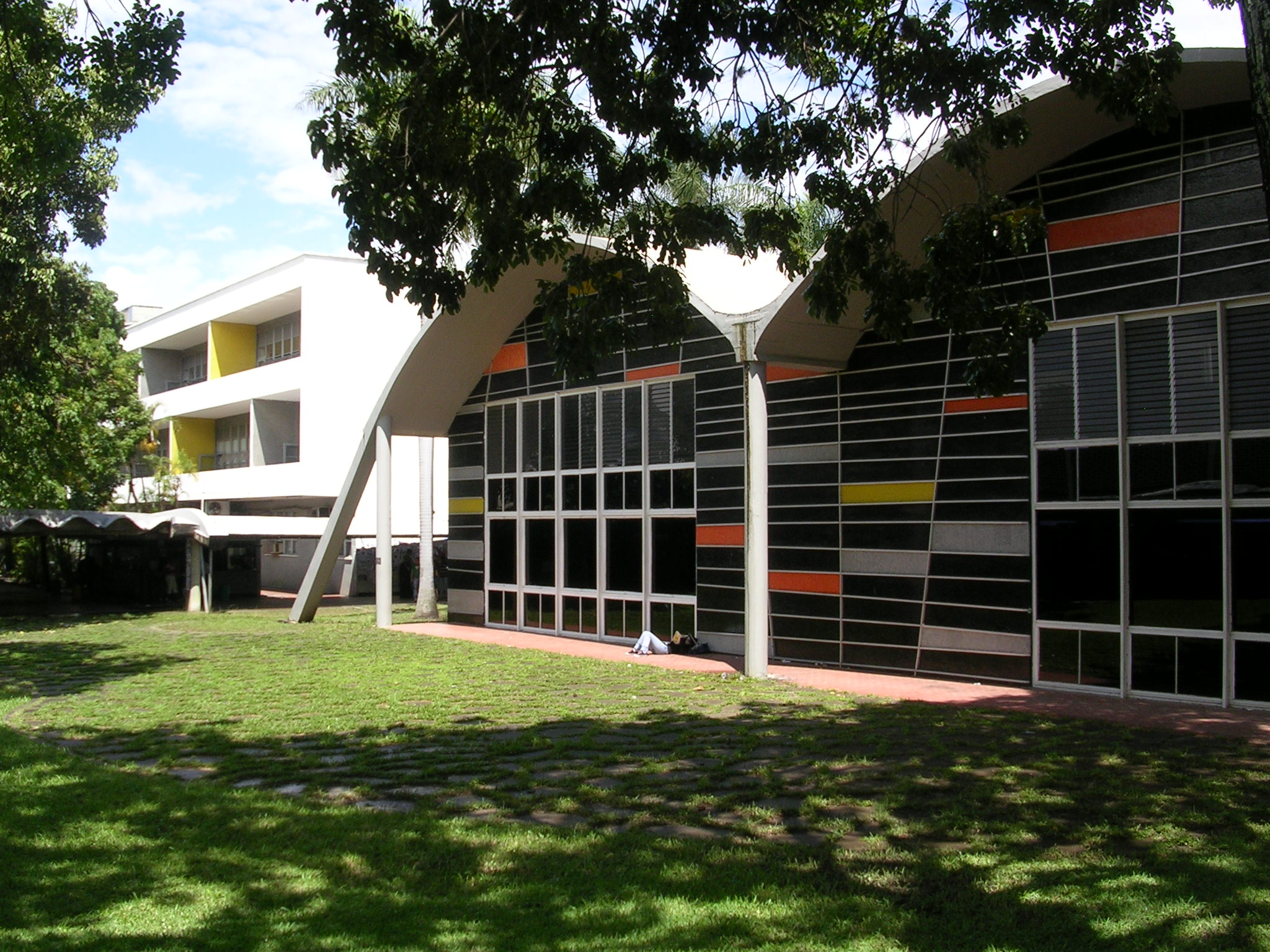
Ciudad Universitaria de Caracas

- Santa Ana de Coro và Khu cảng (1993)
- Vườn quốc gia Canaima (1994)
- Ciudad Universitaria de Caracas (2000)